# Đạo luật Smith xét xử các lãnh đạo Đảng Cộng sản
Vụ xét xử các lãnh đạo Đảng Cộng sản theo Đạo luật Smith ở thành phố New York từ năm 1949 đến năm 1958 là kết quả các cuộc truy tố của chính quyền liên bang Hoa Kỳ trong thời kỳ hậu chiến và Chiến tranh Lạnh. Các nhà lãnh đạo của Đảng Cộng sản Hoa Kỳ (CPUSA) bị cáo buộc vi phạm Đạo luật Smith, một đạo luật nghiêm cấm chủ trương bạo lực lật đổ chính quyền. Các bị cáo lập luận rằng họ ủng hộ một quá trình chuyển tiếp ôn hòa lên xã hội chủ nghĩa xã hội và rằng đảm bảo về quyền tự do ngôn luận và tự do hiệp hội của Tu chính án 1 Hiến pháp Hoa Kỳ bảo vệ tư cách thành viên của họ trong một đảng chính trị. Kháng cáo từ các phiên tòa này được gửi lên Tối cao Pháp viện Hoa Kỳ, nơi đã ra phán quyết trong Dennis v. United States (1951) và Yates v. United States (1957).
Phiên tòa xét xử 11 lãnh đạo đảng cộng sản đầu tiên được tổ chức tại New York vào năm 1949, một trong những phiên tòa kéo dài nhất trong lịch sử Hoa Kỳ. Hàng ngày, nhiều người ủng hộ các bị cáo biểu tình bên ngoài tòa án. Phiên tòa hai lần xuất hiện trên trang bìa của tạp chí Time. Bên bào chữa thường xuyên phản kháng lại thẩm phán và bên khởi tố; năm bị cáo vào tù vì tội coi thường tòa án, gián đoạn quá trình tố tụng. Bên khởi tố dựa vào những người cung cấp bí mật, những người mô tả mục tiêu của CPUSA, diễn giải các văn bản cộng sản và làm chứng rằng CPUSA chủ trương bạo lực lật đổ chính quyền.
Trong khi phiên tòa đầu tiên diễn ra, các sự kiện bên ngoài đã ảnh hưởng đến nhận thức của công chúng về chủ nghĩa cộng sản: Liên Xô thử nghiệm vũ khí hạt nhân đầu tiên, và phe cộng sản giành chiến thắng trong Nội chiến Trung Quốc. Trong giai đoạn này, House Un-American Activities Committee (HUAC) cũng đã bắt đầu tiến hành các cuộc điều tra và xét xử các biên kịch và nhà sản xuất ở Hollywood nghi ngờ có ảnh hưởng cộng sản. Dư luận phản đối các bị cáo ở New York. Sau 10 tháng xét xử, bồi thẩm đoàn tuyên tất cả 11 bị cáo đều có tội. Thẩm phán đã kết án các bị cáo lên đến 5 năm trong nhà tù liên bang, và kết án tù cả 5 luật sư bào chữa vì tội khinh thường tòa án. Hai trong số các luật sư sau đó đã bị tước giấy phép hành nghề.
Sau phiên tòa đầu tiên, các công tố viên – được thúc đẩy bởi các thành công ban đầu – truy tố bổ sung hơn 100 lãnh đạo CPUSA vì vi phạm Đạo luật Smith. Một số bị xét xử chỉ vì là đảng viên. Nhiều bị cáo gặp khó khăn trong việc tìm luật sư đại diện. Các vụ xét xử đã loại bỏ các lãnh đạo CPUSA. Năm 1957, 8 năm sau phiên tòa đầu tiên, phán quyết Yates của Tối cao Pháp viện Hoa Kỳ đã chấm dứt các vụ truy tố tương tự. Theo đó, các bị cáo chỉ có thể bị truy tố khi phạm tội, không phải do niềm tin chính trị.

## Bối cảnh

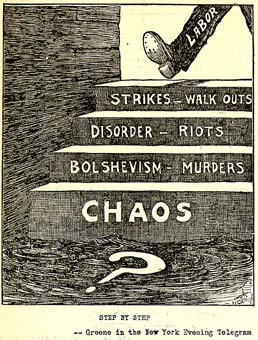
Tranh biếm họa chính trị năm 1919, phản ánh nỗi sợ hãi của Hoa Kỳ về chủ nghĩa Bolshevik và chủ nghĩa vô trị trong Cuộc khủng hoảng đỏ lần thứ nhất.

Sau cuộc cách mạng ở Nga năm 1917, phong trào cộng sản dần có chỗ đứng ở nhiều nước trên thế giới. Ở châu Âu và Mỹ, các đảng cộng sản được thành lập, thường liên minh với các công đoàn và phong trào lao động. Trong Cuộc khủng hoảng đỏ lần thứ nhất 1919–1920, nhiều nhà tư bản Hoa Kỳ lo sợ rằng chủ nghĩa Bolshevik và chủ nghĩa vô trị sẽ dẫn đến hỗn loạn trong nước. Vào cuối những năm 1930, các cơ quan lập pháp tiểu bang và liên bang đã thông qua các luật được thiết kế nhằm vạch mặt những người cộng sản, bao gồm luật yêu cầu tuyên thệ trung thành và yêu cầu những người cộng sản phải đăng ký với chính phủ. Ngay cả Liên đoàn Tự do Dân sự Mỹ (ACLU), một tổ chức ủng hộ tự do ngôn luận, cũng thông qua một nghị quyết vào năm 1939 loại bỏ những người cộng sản ra khỏi hàng ngũ lãnh đạo.
Sau cuộc điều tra của Quốc hội về các nhóm chính trị cực tả và cực hữu vào giữa những năm 1930, ủng hộ cho việc cấm hoạt động các nhóm này ngày càng gia tăng. Hiệp ước Xô-Đức vào tháng 8 năm 1939 và cuộc xâm lược Ba Lan vào tháng 9 càng tạo thêm động lực. Năm 1940, Quốc hội Hoa Kỳ đã thông qua Đạo luật Đăng ký Nước ngoài (Alien Registration Act) năm 1940 (được gọi là Đạo luật Smith) yêu cầu tất cả người thường trú trưởng thành phải đăng ký với chính phủ, và hình sự hóa việc cố ý vận động lật đổ hoặc phá hủy bất kỳ chính phủ nào tại Hoa Kỳ bằng vũ lực. Năm triệu người không phải là công dân đã được lấy dấu vân tay và đăng ký sau khi Đạo luật được thông qua. Những người đầu tiên bị kết án theo Đạo luật Smith là thành viên của Đảng Công nhân Xã hội chủ nghĩa (Socialist Workers Party, SWP) ở Minneapolis vào năm 1941. Các nhà lãnh đạo của CPUSA, vốn là đối thủ của SWP theo Chủ nghĩa Trotsky, đã ủng hộ việc truy tố này – một quyết định mà sau này họ sẽ hối hận. Năm 1943, chính phủ sử dụng Đạo luật Smith để truy tố những thành viên quốc xã Mỹ; phiên tòa đã không thể đi đến phán quyết cuối cùng do khi thẩm phán chết vì một cơn đau tim. Lo lắng làm đồng minh khi đó là Liên Xô tức giận, chính quyền Hoa Kỳ đã không truy tố bất kỳ người cộng sản nào theo Đạo luật này trong Chiến tranh thế giới thứ hai.
Số lượng thành viên của CPUSA đạt đỉnh khoảng 80.000 thành viên trong Chiến tranh thế giới thứ hai dưới sự lãnh đạo của Earl Browder, người không theo chủ nghĩa Stalin và hợp tác với chính phủ Hoa Kỳ. Vào cuối năm 1945, một người theo đường lối cứng rắn William Z. Foster lên nắm quyền lãnh đạo CPUSA và chỉ đạo đảng hướng theo các chính sách của Stalin. CPUSA không có nhiều ảnh hưởng trong nền chính trị Hoa Kỳ, và đến năm 1948, số thành viên đã giảm xuống còn 60.000 thành viên. Truman không cảm thấy rằng CPUSA là một mối đe dọa nhưng ông đã dùng bóng ma của chủ nghĩa cộng sản như một vấn đề tranh cử trong cuộc bầu cử năm 1948.
Nhận thức về chủ nghĩa cộng sản ở Hoa Kỳ được định hình bởi Chiến tranh Lạnh, bắt đầu sau Chiến tranh thế giới thứ hai khi Liên Xô không duy trì các cam kết đưa ra tại Hội nghị Yalta. Thay vì tổ chức bầu cử các chính phủ mới như đã thỏa thuận tại Yalta, Liên Xô chiếm đóng một số nước Khối phía Đông, dẫn đến mối quan hệ căng thẳng với Hoa Kỳ. Các sự kiện quốc tế tiếp theo làm gia tăng mối nguy hiểm rõ ràng mà chủ nghĩa cộng sản gây ra cho Mỹ: các mối đe dọa từ chủ nghĩa Stalin trong Nội chiến Hy Lạp (1946–1949); Đảo chính Tiệp Khắc năm 1948; và cuộc phong tỏa Berlin năm 1948.
Nhận thức về chủ nghĩa cộng sản cũng bị ảnh hưởng bởi bằng chứng về các hoạt động gián điệp của đặc vụ Liên Xô ở Hoa Kỳ. Năm 1945, một điệp viên Liên Xô, Elizabeth Bentley, cung cấp danh sách các điệp viên Liên Xô ở Mỹ cho Cục Điều tra Liên bang (FBI). FBI cũng có truy cập các thông tin liên lạc bí mật của Liên Xô, có được từ nỗ lực giải mã Venona, cho thấy những nỗ lực đáng kể của các đặc vụ Liên Xô nhằm thực hiện hoạt động gián điệp bên trong Hoa Kỳ. Ảnh hưởng ngày càng tăng của chủ nghĩa cộng sản trên toàn thế giới và các bằng chứng về gián điệp Liên Xô thúc đẩy Bộ Tư pháp – đi đầu là FBI – bắt đầu một cuộc điều tra về những người cộng sản ở Hoa Kỳ.

## Phiên xét xử năm 1949

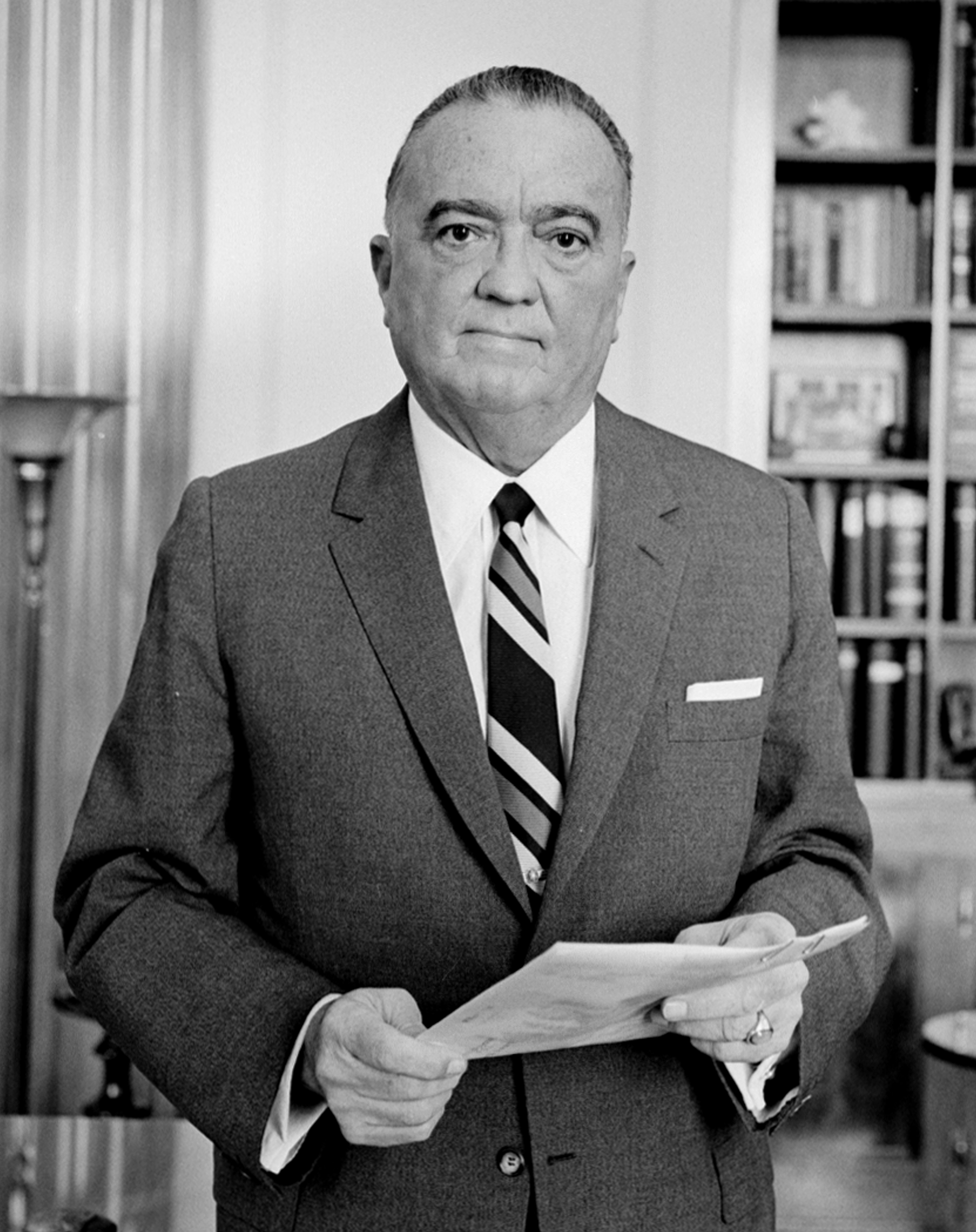
J. Edgar Hoover

Vào tháng 7 năm 1945, giám đốc FBI J. Edgar Hoover chỉ thị các đặc vụ bắt đầu thu thập thông tin về đảng viên CPUSA để đưa ra bằng chứng ủng hộ phân tích rằng đảng có ý định lật đổ chính quyền, dẫn đến một báo cáo dài 1.850 trang công bố năm 1946 hỗ trợ việc truy tố. Khi Chiến tranh Lạnh tiếp tục gia tăng vào năm 1947, Quốc hội Hoa Kỳ đã tổ chức một cuộc điều trần mà tại đó 10 biên kịch và đạo diễn Hollywood từ chối chứng thực cáo buộc dính líu tới CPUSA. Họ bị kết tội khinh thường Quốc hội vào đầu năm 1948. Cùng năm đó, Hoover chỉ đạo Bộ Tư pháp Hoa Kỳ đưa ra cáo buộc chống lại các lãnh đạo CPUSA với ý định vô hiệu hóa hoạt động của Đảng. John McGohey, một công tố viên liên bang từ Tòa án Quận phía Nam New York (Southern District of New York), được giao vai trò chính trong việc khởi tố vụ án và buộc tội 12 lãnh đạo của CPUSA vi phạm Đạo luật Smith. Các cáo buộc cụ thể là âm mưu lật đổ chính quyền Hoa Kỳ bằng các biện pháp bạo lực, và thuộc một tổ chức chủ trương bạo động lật đổ chính phủ. Bản cáo trạng, công bố vào 29 tháng 6 năm 1948, cáo buộc rằng CPUSA đã vi phạm Đạo luật Smith từ tháng 7 năm 1945. Mười hai bị cáo, bị bắt vào cuối tháng 7 năm 1948, đều là thành viên của Ủy ban Quốc gia CPUSA:

Các bị cáo. Hàng sau (từ trái sang phải): Stachel, Potash, Winter, Davis, Gates, Green. Hàng trước: Thompson, Winston, Dennis, Hall, Williamson. Không xuất hiện: Foster (không bị xét xử do bệnh tật).

- Benjamin J. Davis, Jr. - Chủ tịch Ủy ban Lập pháp của CPUSA và thành viên Hội đồng Thành phố New York
- Eugene Dennis - Tổng bí thư CPUSA
- William Z. Foster - Bí thư Quốc gia CPUSA (bị truy tố; không bị xét xử do bệnh tật)
- John Gates - Trưởng Đoàn Thanh niên Cộng sản
- Gil Green - Thành viên của Hội đồng Quốc gia (do AJ Isserman đại diện)
- Gus Hall - Thành viên của Hội đồng Quốc gia CPUSA
- Irving Potash - Quan chức Furriers Union
- Jack Stachel - Biên tập viên Daily Worker
- Robert G. Thompson - Trưởng chi nhánh CPUSA tại New York
- John Williamson - Thành viên của Ủy ban Trung ương CPUSA (do AJ Isserman đại diện)
- Henry Winston - Thành viên của Hội đồng Quốc gia CPUSA
- Carl Winter - Trưởng chi nhánh CPUSA tại Michigan

Hoover hy vọng rằng tất cả 55 thành viên của Ủy ban Quốc gia CPUSA sẽ bị truy tố và thất vọng vì các công tố viên chỉ chọn 12 người. Một tuần trước vụ bắt giữ, Hoover đã khiếu nại với Bộ Tư pháp – nhắc lại các vụ bắt giữ và kết án hơn một trăm lãnh đạo của Industrial Workers of the World (IWW) vào năm 1917 – "IWW đã bị nghiền nát và không bao giờ hồi sinh, hành động tương tự vào thời điểm này sẽ có hiệu quả chống lại Đảng Cộng sản."

### Bắt đầu xét xử

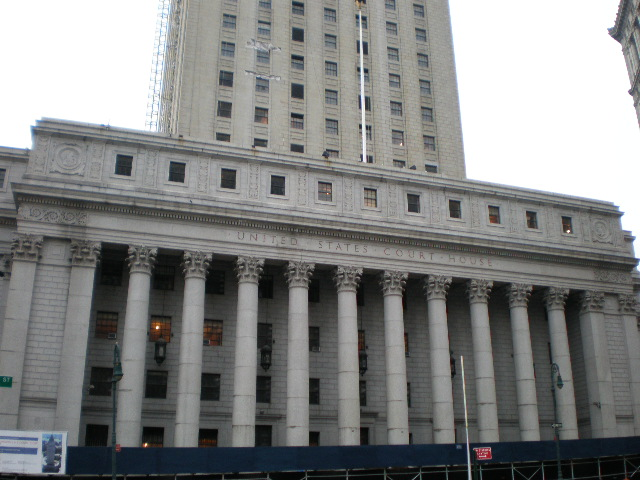
Phiên tòa năm 1949 được tổ chức ở Tòa án Liên bang Quảng trường Foley ở Manhattan.

Phiên tòa năm 1949 được tổ chức tại Tòa án Liên bang Quảng trường Foley thuộc Tòa án Quận phía Nam New York. Thẩm phán Harold Medina, cựu giáo sư Đại học Columbia, người được chỉ thị trong 18 tháng khi phiên điều trần bắt đầu, chủ tọa. Trước khi trở thành thẩm phán, Medina đã biện hộ thành công vụ Cramer v. United States trước Tối cao Pháp viện Hoa Kỳ, bào chữa cho một người Mỹ gốc Đức bị cáo buộc phản quốc.
Phiên tòa mở vào 1 tháng 11 năm 1948; các thủ tục sơ bộ và lựa chọn bồi thẩm đoàn kéo dài cho đến 17 tháng 1 năm 1949; các bị cáo ra hầu tòa lần đầu vào ngày 7 tháng 3, và vụ án kết thúc vào ngày 14 tháng 10 năm 1949. Vào thời điểm năm 1949, đây là phiên tòa liên bang dài nhất trong lịch sử Hoa Kỳ. Đây là một trong những thủ tục pháp lý gây tranh cãi nhất của đất nước và đôi khi có "bầu không khí giống như rạp xiếc". Bốn trăm cảnh sát đã được cử đến hiện trường vào ngày khai mạc phiên tòa. Các tạp chí, báo, đài đã đưa tin về vụ này rất nhiều; tạp chí Time đã đưa phiên tòa hai lần lên trang bìa với tiêu đề "Communists: The Presence of Evil" và "Communists: The Little Commissar" (ám chỉ Eugene Dennis).

### Dư luận
Dư luận Hoa Kỳ và các phương tiện thông tin đại chúng đều ủng hộ việc kết án. Các tạp chí, báo, đài đã đưa tin về vụ này rất nhiều; Time đã đăng phiên tòa hai lần lên trang bìa với tiêu đề "Communists: The Presence of Evil" và "Communists: The Little Commissar" (ám chỉ Eugene Dennis). Hầu hết các tờ báo Mỹ đều ủng hộ việc truy tố, chẳng hạn như New York World-Telegram đưa tin rằng Đảng Cộng sản sẽ sớm bị trừng phạt. The New York Times, trong một bài xã luận, cảm thấy rằng phiên tòa được bảo đảm và bác bỏ những khẳng định của Đảng rằng phiên tòa là một sự khiêu khích có thể so sánh với vụ hỏa hoạn Reichstag. The Christian Science Monitor đã đưa ra quan điểm khách quan hơn trong một bài xã luận: "Kết quả của vụ xét xử sẽ được chính phủ và các đảng phái chính trị trên toàn thế giới theo dõi về cách Hoa Kỳ, với tư cách là một điển hình xuất sắc của chính phủ dân chủ, định chia sẻ lợi ích các quyền tự do dân sự và bảo vệ những điều này nếu và khi những điều đó bị kẻ thù lạm dụng từ bên trong".
Tuy nhiên, không phải ai cũng ủng hộ việc truy tố. Trong quá trình tố tụng, có những ngày, hàng nghìn người nhặt rác biểu tình ở Quảng trường Foley bên ngoài tòa án, hô vang những khẩu hiệu như "Adolf Hitler không bao giờ chết / Ông ta đang ngồi bên cạnh Medina" ("Adolf Hitler never died / He's sitting at Medina's side"). Đáp lại, Hạ viện Hoa Kỳ đã thông qua dự luật vào tháng 8 để cấm hoạt động biểu tình gần các tòa án liên bang, nhưng Thượng viện Hoa Kỳ đã không bỏ phiếu trước khi phiên tòa kết thúc. Nhà báo William L. Shirer tỏ ra nghi ngờ về phiên tòa, viết rằng "không có hành động công khai cố gắng lật đổ chính phủ của chúng ta bị buộc tội . . . Việc tố tụng của chính quyền chỉ đơn giản là với tư cách là thành viên và lãnh đạo của Đảng Cộng sản, là bản thân các học thuyết và chiến thuật, thì bị cáo đã phạm tội âm mưu ". The Washington Post viết rằng mục đích của cuộc tấn công hợp pháp của chính phủ nhằm vào CPUSA "không phải là bảo vệ và an ninh của nhà nước mà là lợi dụng công lý cho mục đích tuyên truyền." Ứng cử viên tổng thống độc lập Henry A. Wallace tuyên bố rằng phiên tòa là một nỗ lực của chính quyền Truman nhằm tạo ra một bầu không khí sợ hãi, viết rằng "người Mỹ chúng tôi sợ hãi về những hành động nhằm đàn áp tự do chính trị hơn là thuyết giảng về những quan điểm mà chúng tôi không đồng ý." Farrell Dobbs của SWP đã viết – mặc dù thực tế là CPUSA đã ủng hộ việc truy tố Dobbs theo Đạo luật Smith năm 1941 – "Tôi muốn khẳng định chắc chắn rằng tôi cũng như Đảng Công nhân Xã hội ủng hộ cuộc đấu tranh của họ chống lại Đạo luật Smith đáng ghét, cũng như chống lại các cáo buộc theo đạo luật đó".
Trước khi phiên tòa bắt đầu, những người ủng hộ các bị cáo đã quyết định một chiến dịch viết thư và biểu tình: CPUSA kêu gọi các thành viên gửi dồn dập Truman những lá thư yêu cầu bỏ cáo buộc. Sau đó, những người ủng hộ tương tự đã tràn ngập Thẩm phán Medina với các bức điện và thư thúc giục ông bác bỏ các cáo buộc.
Bên biện hộ không lạc quan về khả năng thành công. Sau khi phiên tòa kết thúc, bị cáo Gates viết: "Sự cuồng loạn chống cộng rất dữ dội, và hầu hết người Mỹ sợ hãi trước vấn đề Cộng sản, đến nỗi chúng tôi đã bị kết án trước khi phiên tòa bắt đầu".

### Truy tố
Công tố viên John McGohey không khẳng định rằng các bị cáo có một kế hoạch cụ thể để lật đổ chính quyền Hoa Kỳ một cách bạo lực, mà chỉ cáo buộc rằng triết lý của CPUSA nói chung chủ trương bạo lực lật đổ chính phủ. Công tố đã gọi các nhân chứng hoặc là những người cung cấp thông tin bí mật, chẳng hạn như Angela Calomiris và Herbert Philbrick, hoặc những người cộng sản trước đây mất thiện cảm với CPUSA, chẳng hạn như Louis Budenz. Các nhân chứng đã làm chứng về các mục tiêu và chính sách của CPUSA, đồng thời diễn giải tuyên bố của các tác phẩm (bao gồm Tuyên ngôn của Đảng Cộng sản) của các tác giả như Karl Marx và Joseph Stalin. Bên công tố lập luận rằng các văn bản ủng hộ cách mạng bạo lực, và bằng cách sử dụng các văn bản làm nền tảng chính trị, các bị cáo đã phạm tội chủ trương bạo lực lật đổ chính phủ.
Calomiris được FBI tuyển vào năm 1942 và thâm nhập vào CPUSA, có được quyền truy cập vào danh sách thành viên. Cô đã nhận lương từ FBI trong suốt 7 năm làm công việc cung cấp thông tin. Calomiris xác định bốn trong số các bị cáo là thành viên của CPUSA và cung cấp thông tin về tổ chức hoạt động của CPUSA. Cô ấy làm chứng rằng CPUSA tán thành cuộc cách mạng bạo lực chống lại chính phủ và CPUSA – hành động theo hướng dẫn từ Moskva – đã cố gắng tuyển dụng các thành viên làm việc trong các ngành chiến tranh then chốt.
Budenz, một cựu cộng sản, là một nhân chứng quan trọng khác cho vụ truy tố, người đã làm chứng rằng CPUSA áp dụng triết lý bạo động lật đổ chính quyền. Ông cũng làm chứng rằng các điều khoản từ chối bạo lực trong hiến pháp CPUSA là mồi nhử được viết bằng "ngôn ngữ Aesopian" được thiết kế đặc biệt để bảo vệ CPUSA khỏi bị truy tố.

### Bào chữa

Năm luật sư bào chữa đã bị tống vào tù vì cáo buộc khinh thường tòa án: Abraham Isserman, George W. Crockett Jr., Richard Gladstein, Harry Sacher và Louis F. McCabe.

5 luật sư tình nguyện bào chữa cho những người cộng sản đã quen thuộc với các chính nghĩa cánh tả và ủng hộ quyền của các bị cáo trong việc tán thành các quan điểm xã hội chủ nghĩa. Họ là Abraham Isserman, George W. Crockett Jr., Richard Gladstein, Harry Sacher và Louis F. McCabe. Bị cáo Eugene Dennis tự đại diện cho bản thân. ACLU bị chi phối bởi các nhà lãnh đạo chống cộng trong những năm 1940, và không nhiệt tình ủng hộ những người bị truy tố theo Đạo luật Smith; nhưng đã gửi một bản amicus curiae tán thành đề nghị bác bỏ các cáo buộc.
Bên bào chữa áp dụng chiến lược ba chính. Thứ nhất, họ tìm cách cho thấy CPUSA như một đảng chính trị thông thường, thúc đẩy chủ nghĩa xã hội bằng các biện pháp hòa bình; thứ hai, họ công kích phiên tòa như một cuộc liên doanh tư bản không bao giờ có thể mang lại một kết quả công bằng cho các bị cáo vô sản; và thứ ba, họ sử dụng phiên tòa như một cơ hội để công khai các chính sách của CPUSA.
Bên bào chữa đưa ra các động thái trước khi xét xử, lập luận rằng quyền xét xử của bị cáo bởi một bồi thẩm đoàn cùng địa vị xã hội đã bị từ chối bởi vì vào thời điểm đó, một đại bồi thẩm đoàn tiềm năng phải đáp ứng yêu cầu tài sản tối thiểu, loại bỏ một cách hiệu quả những người ít giàu có. Bên bào chữa cũng cho rằng quy trình lựa chọn bồi thẩm đoàn cho phiên tòa cũng có sai sót tương tự. Sự phản đối đối với quá trình lựa chọn bồi thẩm đoàn đã không thành công và bồi thẩm đoàn bao gồm bốn người Mỹ gốc Phi, chủ yếu là các công dân thuộc tầng lớp lao động.
Một chủ đề bào chữa chính là CPUSA đã tìm cách đưa Hoa Kỳ tiến lên chủ nghĩa xã hội bằng giáo dục chứ không phải bằng vũ lực. Bên bào chữa cho rằng hầu hết các bằng chứng tài liệu của bên công tố đến từ các văn bản cũ trước Đại hội Thế giới lần thứ bảy năm 1935 của Đệ Tam Quốc tế, sau đó CPUSA bác bỏ bạo lực như một phưong thức thay đổi. Bên bào chữa đã cố gắng đưa các tài liệu làm bằng chứng đại diện cho chủ trương hòa bình của CPUSA, tuyên bố rằng các chính sách này thay thế các văn bản cũ hơn mà bên công tố đã đưa ra nhấn mạnh bạo lực. Medina đã bác bỏ hầu hết các tài liệu do bên bào chữa đưa ra vì không liên quan trực tiếp đến các tài liệu cụ thể mà công tố đã đưa ra. Vì vậy, bên bào chữa phàn nàn rằng họ không thể miêu tả toàn bộ hệ thống niềm tin của họ cho bồi thẩm đoàn.
Các luật sư bào chữa đã phát triển một chiến lược "phòng vệ lao động" ("labor defense"), theo đó tấn công vào toàn bộ quá trình xét xử, bao gồm cả công tố viên, thẩm phán và quá trình lựa chọn bồi thẩm đoàn. Chiến lược liên quan đến việc chỉ trích thẩm phán và các công tố viên bằng lời nói, và có thể là một nỗ lực để khiến đoàn hội thẩm không đưa ra được quyết định cuối cùng. Một khía cạnh khác của biện hộ lao động là nỗ lực tập hợp sự ủng hộ của quần chúng để giải phóng các bị cáo, với hy vọng rằng áp lực của công chúng sẽ giúp họ trắng án. Trong suốt quá trình diễn ra phiên tòa, hàng nghìn người ủng hộ các bị cáo biểu tình phản đối thẩm phán và tuần hành bên ngoài tòa án ở Quảng trường Foley. Bên bào chữa sử dụng phiên tòa như một cơ hội để giáo dục công chúng về niềm tin của mình, vì vậy tập trung bào chữa vào các khía cạnh chính trị của chủ nghĩa cộng sản, thay vì bác bỏ các khía cạnh pháp lý của bằng chứng bên công tố. Bị cáo Dennis đã chọn đại diện cho chính mình để có thể, với vai trò là luật sư, trực tiếp phát biểu trước bồi thẩm đoàn và giải thích các nguyên tắc cộng sản.

### Bầu không khí phòng xử án
Phiên tòa là một trong những thủ tục pháp lý gây tranh cãi nhất của đất nước và đôi khi có "bầu không khí giống như rạp xiếc". Bốn trăm cảnh sát đã được cử đến vào ngày khai mạc phiên tòa. Bên bào chữa cố tình chống lại thẩm phán bằng cách đưa ra một số lượng lớn các phản đối và động thái, dẫn đến nhiều cuộc xung đột gay gắt giữa các luật sư và Thẩm phán Medina. Bất chấp các chiến thuật phòng thủ tích cực và một chiến dịch viết thư khổng lồ nhắm vào Medina, ông tuyên bố "Tôi sẽ không bị đe dọa". Từ sự hỗn loạn, một bầu không khí "thù địch lẫn nhau" đã nảy sinh giữa thẩm phán và các luật sư. Thẩm phán Medina đã cố gắng duy trì trật tự bằng cách loại bỏ các bị cáo gây mất trật tự. Trong quá trình xét xử, Medina đã tống 5 bị cáo vào tù vì phát ngôn bộc phát, trong đó có Hall vì hét lên "Tôi đã nghe đến nhiều luật hơn ở phiên tòa chuột túi", và Winston – một người Mỹ gốc Phi – vì đã hét lên "hơn năm nghìn người da đen đã bị giam giữ trên đất nước này". Nhiều lần vào tháng 7 và tháng 8, thẩm phán buộc tội các luật sư bào chữa coi thường tòa án, và nói rằng hình phạt sẽ được thực thi khi phiên tòa kết thúc.
Thẩm phán James L. Oakes mô tả Medina là một thẩm phán công bằng và hợp lý, và viết rằng "sau khi thẩm phán nhìn thấy những gì các luật sư đang làm, ông ấy cũng cho họ nếm trải điều đó." Học giả pháp lý và nhà sử học Michal Belknap viết rằng Medina "không thân thiện" với bên bào chữa, và "có lý do để tin rằng Medina có thành kiến với các bị cáo", trích dẫn một tuyên bố của Medina trước phiên tòa: "Nếu chúng tôi để họ làm điều đại loại như thế là [hoãn phiên tòa bắt đầu], họ sẽ phá hủy chính phủ". Theo Belknap, hành vi của Medina đối với bên bào chữa có thể đã trở nên trầm trọng hơn bởi thực tế là một thẩm phán liên bang khác đã qua đời vì đau tim trong phiên tòa năm 1943 liên quan đến Đạo luật Smith. Một số nhà sử học suy đoán Medina tin rằng bên bào chữa đang cố tình kích động ông phạm lỗi pháp lý với mục đích vô hiệu phiên tòa.

### Sự kiện bên ngoài phòng xử án

Paul Robeson đã tổ chức một buổi hòa nhạc để gây quỹ cho bên bào chữa.

Trong suốt 10 tháng xét xử, một số sự kiện đã xảy ra ở Mỹ làm tăng cường tình cảm chống cộng: vụ gián điệp Liên Xô Judith Coplon được tiến hành; cựu nhân viên chính phủ Alger Hiss đã bị xét xử vì tội khai man xuất phát từ cáo buộc rằng ông là một người cộng sản (một phiên tòa cũng được tổ chức tại tòa án Quảng trường Foley); lãnh đạo lao động Harry Bridges bị buộc tội khai man khi phủ nhận là cộng sản; và ACLU đã thông qua một nghị quyết chống cộng. Hai sự kiện trong tháng cuối cùng của phiên tòa có thể có ảnh hưởng đặc biệt: vào 23 tháng 9 năm 1949, Truman thông báo rằng Liên Xô đã cho nổ quả bom hạt nhân đầu tiên; và vào 1 tháng 10 năm 1949, Đảng Cộng sản Trung Quốc giảnh chiến trong Nội chiến Trung Quốc.
Các bị cáo Irving Potash và Benjamin J. Davis nằm trong số các khán giả bị tấn công khi rời khỏi buổi hòa nhạc ngày 4 tháng 9 của Paul Robeson ở Peekskill, New York. Buổi hòa nhạc được tổ chức để gây quỹ cho cho Civil Rights Congress (CRC), vốn tài trợ các chi phí pháp lý của các bị cáo. Hàng trăm người xếp hàng dài trên các con đường rời khỏi buổi hòa nhạc bị ném đá và chai lọ vào các phương tiện mà cảnh sát không can thiệp. Hơn 140 người bị thương, bao gồm cả Potash, mắt ông bị thủy tinh đâm từ kính chắn gió vỡ. Phiên tòa đã bị đình chỉ trong hai ngày trong khi Potash bình phục vết thương.

### Kết án

Những người ủng hộ bị cáo, những người theo dõi và cảnh sát bên ngoài tòa án Quảng trường Foley trong phiên tòa năm 1949.

Vào 14 tháng 10 năm 1949, sau khi bên bào chữa hoàn thành phần biện hộ, thẩm phán hướng dẫn bồi thẩm đoàn đưa ra phán quyết. Ông hướng dẫn bồi thẩm đoàn rằng việc truy tố không bắt buộc phải chứng minh rằng nguy cơ bạo lực là "rõ ràng và hiện hữu" ("clear and present"); thay vào đó, bồi thẩm đoàn nên xem xét liệu các bị cáo có ủng hộ chính sách cộng sản như một "quy tắc hoặc nguyên tắc hành động" với ý định kích động lật đổ bằng bạo lực "càng nhanh càng tốt nếu hoàn cảnh cho phép". Chỉ thị này là để đáp lại các bị cáo, những người tán thành quan điểm "rõ ràng và hiện hữu", tuy nhiên điều đó đó không được Tối cao Pháp viện Hoa Kỳ thông qua như luật. Hướng dẫn của thẩm phán bao gồm cụm từ "Theo quy định của pháp luật, tôi nhận thấy có đủ nguy cơ về một tội ác thực chất ..." mà sau này sẽ bị phe bào chữa thách thức trong các cuộc kháng cáo. Sau khi cân nhắc trong bảy tiếng rưỡi, bồi thẩm đoàn đã tuyên trả lại các bản án có tội đối với tất cả 11 bị cáo. Thẩm phán đã kết án 10 bị cáo 5 năm tù và phạt $10,000 mỗi bị cáo ($122.993 vào năm 2022). Bị cáo thứ 11, Robert G. Thompson – một cựu binh Chiến tranh thế giới thứ hai – chỉ bị kết án ba năm dựa trên những cống hiến thời chiến. Thompson nói rằng ông "không lấy làm vui mừng khi sự thất thường của tư pháp Phố Wall đã thấy phù hợp khi đánh đồng việc tôi sở hữu Distinguished Service Cross với hai năm tù."
Ngay sau khi bồi thẩm đoàn đưa ra phán quyết, Medina quay sang các luật sư bào chữa nói rằng ông có một số "việc chưa hoàn thành" và buộc tội họ khinh thường tòa án, và kết án tất cả với các án tù từ 30 ngày đến 6 tháng; Dennis, với tư cách là luật sư của chính mình, cũng bị triệu tập. Vì các bản án khinh thường dựa trên chứng kiến của thẩm phán, không cần xét xử, và các luật sư ngay lập tức bị còng tay và dẫn vào tù.

### Phản ứng công chúng
Đại đa số công chúng và hầu hết các phương tiện thông tin đại chúng đều tán thành phán quyết. Điển hình là một bức thư gửi cho New York Times: "Đảng Cộng sản có thể chứng tỏ là một con quái vật có đầu bằng thủy tinh trừ khi chúng ta có thể khám phá ra cách giết xác cũng như cách chặt đầu của nó". Ngày kết án, Thống đốc New York. Thomas E. Dewey và Thượng nghị sĩ John Foster Dulles ca ngợi các phán quyết.
Một số người ủng hộ các bị cáo đã lên tiếng bênh vực. Một người dân New York viết: "Tôi không sợ cộng sản ... Tôi chỉ sợ xu hướng ở nước ta ngày nay xa rời các nguyên tắc dân chủ." Một người khác viết: "phiên tòa là một phiên tòa chính trị ... Chẳng phải Liên Xô đã khơi dậy nỗi sợ hãi trên thế giới nói chung chính xác bởi vì nhiều người không tin tưởng vào công lý của các thủ tục hình sự chống lại những người bất đồng chính kiến ... Tôi tin tưởng rằng Tối cao Pháp viện sẽ có thể sửa chữa một sai sót nghiêm trọng trong hoạt động của bộ máy chính trị của chúng ta bằng cách cho rằng ... dự luật Smith vi hiến." William Z. Foster đã viết: "mọi phong trào dân chủ ở Hoa Kỳ đều bị đe dọa bởi bản án phản động này ... Đảng Cộng sản sẽ không mất tinh thần trước bản án đầy tai tiếng này, vốn làm mất đi truyền thống dân tộc dân chủ của chúng ta. Đảng sẽ đưa cuộc đấu tranh lên các tòa án cấp cao hơn, tới đông đảo quần chúng nhân dân." Vito Marcantonio của Đảng Lao động Hoa Kỳ viết rằng phán quyết là "một thách thức sắc bén và tức thì đối với tự do của mọi người Mỹ." Liên đoàn Tự do Dân sự đã đưa ra một tuyên bố nhắc lại sự phản đối của họ đối với Đạo luật Smith, bởi vì cảm thấy đạo luật này đã bị hình sự hóa vận động chính trị.
Ở nước ngoài, vụ xét xử ít được báo chí chính thống nhắc đến, nhưng các tờ báo Cộng sản đều nhất trí lên án. Báo chí Matxcơva viết rằng Medina thể hiện "thành kiến phi thường"; tờ báo cộng sản Luân Đôn viết rằng các bị cáo chỉ bị kết tội "là cộng sản"; và ở Pháp, một tờ báo đã chỉ trích các kết án là "một bước trên con đường dẫn đến chiến tranh."
Vào ngày 21 tháng 10, Tổng thống Truman đã bổ nhiệm công tố viên John McGohey làm thẩm phán của Tòa án Quận Hoa Kỳ. Thẩm phán Medina được ca ngợi như một anh hùng dân tộc và nhận được 50.000 bức thư chúc mừng về kết quả phiên tòa. Vào ngày 24 tháng 10, tạp chí Time đưa Medina trên trang bìa, và ngay sau đó ông được yêu cầu xem xét tranh cử chức thống đốc New York. Vào ngày 11 tháng 6 năm 1951, Truman đề cử Medina vào Tòa Phúc thẩm Hoa Kỳ Khu vực 2, nơi ông phục vụ cho đến năm 1980.

### Tại ngoại và tù giam
Sau khi tuyên án, các bị cáo được bảo lãnh tại ngoại, tạo điều kiện cho họ được tự do trong suốt quá trình kháng cáo. $260.000 tại ngoại ($3.197.818 vào năm 2022) được trả bởi Civil Rights Congress, một quỹ tín thác phi lợi nhuận được tạo ra để hỗ trợ các thành viên CPUSA chi phí pháp lý. Khi được tại ngoại, Hall được bổ nhiệm vào một vị trí trong ban thư ký của CPUSA. Eugene Dennis – ngoài các cáo buộc theo Đạo luật Smith – chống lại cáo buộc khinh thường Quốc hội từ năm 1947 khi từ chối xuất hiện trước House Un-American Activities Committee. Dennis kháng cáo cáo buộc khinh thường, nhưng Tối cao Pháp viện vẫn giữ nguyên phán quyết vào tháng 3 năm 1950, và ông phải chịu một năm tù vào thời điểm đó.
Trong khi chờ đợi các kháng nghị pháp lý được xét xử, các nhà lãnh đạo CPUSA trở nên thuyết phục rằng chính phủ sẽ tiến hành truy tố bổ sung nhiều cán bộ Đảng. Để đảm bảo sự lãnh đạo liên tục, họ quyết định rằng 4 trong số các bị cáo nên đi trốn và lãnh đạo CPUSA từ bên ngoài nhà tù. Các bị cáo được lệnh vào tù vào ngày 2 tháng 7 năm 1951, sau khi Tối cao Pháp viện giữ nguyên bản án và các kháng cáo pháp lý đã hết. Khi đến tháng 7, chỉ có 7 bị cáo được báo cáo vào tù, và 4 (Winston, Green, Thompson, và Hall) đã lẩn trốn, bị mất khoản tiền bảo lãnh $80.000 ($983.944 vào năm 2022). Hall bị bắt ở Mexico vào năm 1951 khi cố gắng chạy trốn sang Liên Xô. Thompson bị bắt ở California năm 1952. Cả hai đều có 3 năm cộng với bản án 5 năm tù. Winston và Green đã tự đầu hàng vào năm 1956 sau khi cảm thấy rằng sự cuồng loạn chống cộng đã giảm bớt. Một số bị cáo không được đối xử tốt trong tù: Thompson bị một tù nhân chống cộng tấn công; Winston bị mù vì một khối u não không được chữa trị kịp thời; Gates bị biệt giam vì không chịu khóa xà lim của bạn tù; và Davis được lệnh lau sàn nhà vì phản đối sự phân chia chủng tộc trong tù.

### Nhận thức về chủ nghĩa cộng sản sau phiên tòa

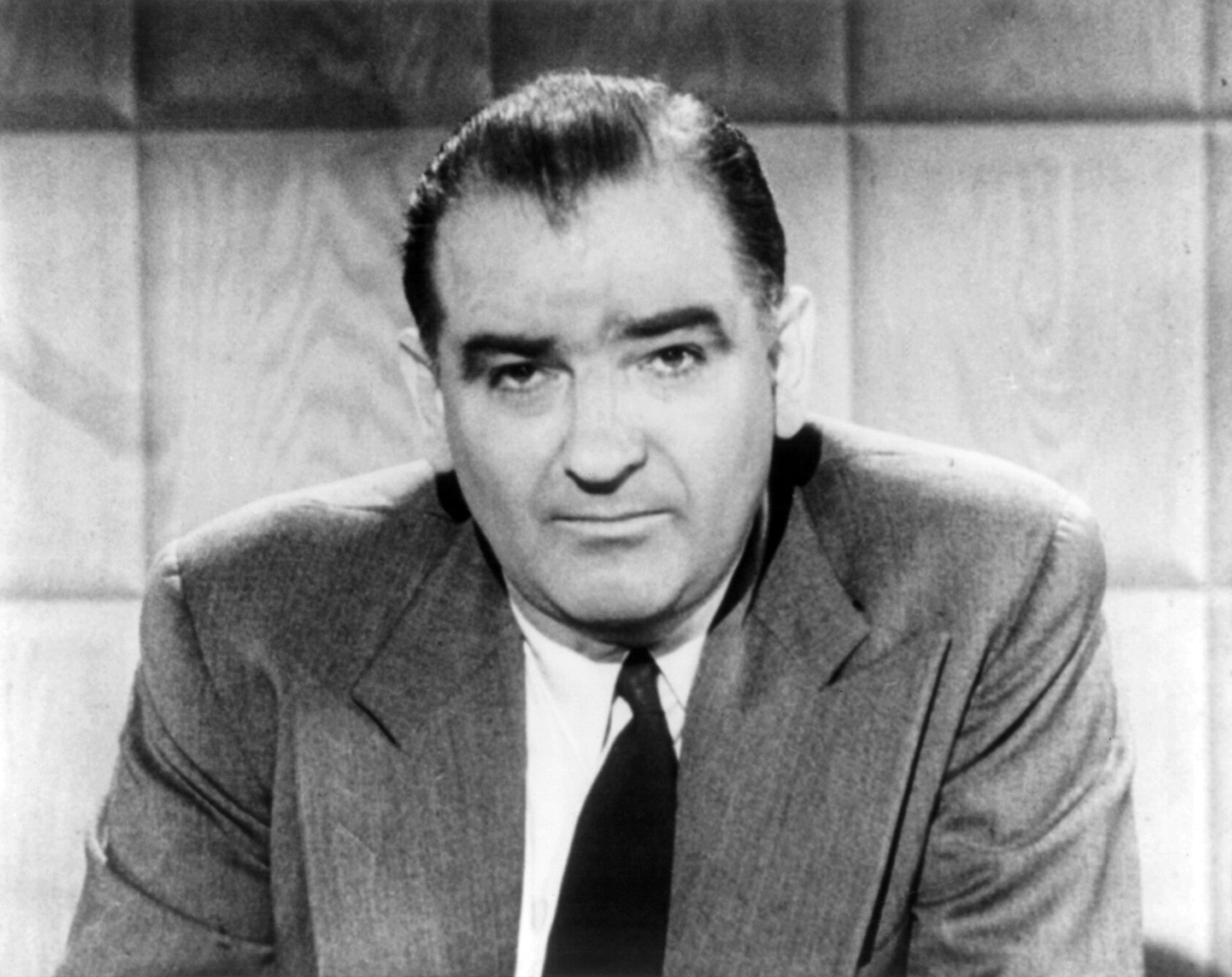
Thượng nghị sĩ Joseph McCarthy là một người chống cộng nổi tiếng.

Sau phán quyết, Chiến tranh Lạnh vẫn tiếp tục trên trường quốc tế. Vào tháng 12 năm 1950, Truman ban bố tình trạng khẩn cấp quốc gia để đối phó với Chiến tranh Triều Tiên. Chiến tranh Đông Dương tiếp tục diễn ra ở Việt Nam, trong đó các lực lượng cộng sản chiến đấu chống lại lực lượng Liên hiệp Pháp. Mỹ đã mở rộng hệ thống phát sóng Đài Châu Âu Tự do trong nỗ lực thúc đẩy các lý tưởng chính trị của phương Tây ở Đông Âu. Tháng 3 năm 1951, những người cộng sản Mỹ Julius và Ethel Rosenberg bị kết tội làm gián điệp cho Liên Xô. Năm 1952, Mỹ cho nổ quả bom khinh khí đầu tiên, và Liên Xô theo sau vào năm 1953.
Trong nước, Chiến tranh Lạnh đã đi đầu trong ý thức dân tộc. Vào tháng 2 năm 1950, Thượng nghị sĩ Joseph McCarthy bất ngờ nổi tiếng toàn quốc khi tuyên bố có trong tay danh sách hơn 200 người cộng sản làm việc trong Bộ Ngoại giao Hoa Kỳ. Vào tháng 9 năm 1950, Quốc hội đã thông qua Đạo luật An ninh Nội bộ McCarran (McCarran Internal Security Act), trong đó yêu cầu các tổ chức cộng sản phải đăng ký với chính phủ và thành lập Ban Kiểm soát Các hoạt động Lật đổ (Subversive Activities Control Board) để điều tra những người bị nghi ngờ tham gia vào các hoạt động lật đổ. Các phiên điều trần cấp cao liên quan đến những người bị cáo buộc là cộng sản bao gồm Alger Hiss bị kết án năm 1950, vụ xét xử năm 1951 đối với Rosenbergs và cuộc điều tra năm 1954 đối với Robert Oppenheimer.
Các phán quyết trong phiên tòa năm 1949 đã khuyến khích Bộ Tư pháp chuẩn bị cho các cuộc truy tố bổ sung các lãnh đạo CPUSA. 3 tháng sau phiên tòa, vào tháng 1 năm 1950, một đại diện của Bộ Tư pháp đã làm chứng trước Quốc hội trong các phiên điều trần phân bổ ngân sách để biện minh cho việc tăng kinh phí để hỗ trợ các cuộc truy tố theo Đạo luật Smith. Anh ta làm chứng rằng có 21.105 người tiềm năng có thể bị truy tố theo Đạo luật Smith và 12.000 người trong số đó sẽ bị truy tố nếu Đạo luật Smith được duy trì là hợp hiến. FBI đã tổng hợp một danh sách 200.000 người theo Chỉ số Cộng sản; vì CPUSA chỉ có khoảng 32.000 thành viên vào năm 1950, FBI đã giải thích sự chênh lệch bằng cách khẳng định rằng cứ mỗi Đảng viên chính thức thì có 10 người trung thành với CPUSA và sẵn sàng thực hiện mệnh lệnh. 7 tháng sau phán quyết, vào tháng 5 năm 1950, Hoover đưa ra một sóng radio trong đó ông tuyên bố "những người cộng sản đã và đang hoạt động ngày nay ngay trong cửa ngõ nước Mỹ.... Dù ở đâu, họ đều có chung một tham vọng thâm độc: làm suy yếu và cuối cùng phá hủy nền dân chủ Mỹ bằng cách lén lút và xảo quyệt."
Các cơ quan chính phủ liên bang khác cũng có nỗ lực để phá hoại các tổ chức, chẳng hạn như CPUSA, mà họ coi là có ý định lật đổ: IRS điều tra 81 tổ chức bị coi là có ý định lật đổ chính quyền, đe dọa hủy bỏ tình trạng miễn thuế; Quốc hội đã thông qua luật cấm các thành viên của các tổ chức lật đổ nhận trợ cấp nhà ở liên bang; và các nỗ lực đã được thực hiện để từ chối trợ cấp An sinh xã hội, trợ cấp cựu chiến binh và trợ cấp thất nghiệp cho những người có cảm tình với cộng sản.

## Kháng cáo phiên tòa năm 1949
Các bị cáo xét xử năm 1949 đã kháng cáo lên Tòa Phúc thẩm Khu vực 2 vào năm 1950. Trong đơn kháng cáo, họ nêu ra một số vấn đề với việc sử dụng nhân chứng cung cấp thông tin, sự công bằng của bồi thẩm đoàn và thẩm phán, hành vi của thẩm phán và quyền tự do ngôn luận. Các lập luận về quyền tự do ngôn luận đưa ra các vấn đề hiến pháp quan trọng: họ khẳng định rằng vận động chính trị được Tu chính án thứ nhất bảo vệ, bởi vì CPUSA không ủng hộ bạo lực, mà thay vào đó chỉ quảng bá cách mạng như một khái niệm trừu tượng.

### Tự do ngôn luận
Một trong những vấn đề chính được nêu ra khi kháng cáo là việc vận động chính trị của các bị cáo đã được Tu chính án thứ nhất bảo vệ, bởi vì CPUSA không ủng hộ bạo lực, mà thay vào đó chỉ quảng bá cách mạng như một khái niệm trừu tượng.
Vào đầu thế kỷ 20, ở Hoa Kỳ, phép thử pháp lý chĩnh được sử dụng để xác định một phát ngôn có bị hình sự hóa hay không là phép thử khuynh hướng xấu. Bắt nguồn từ thông luật của Anh, bài kiểm tra cấm một phát ngôn nếu có xu hướng gây tổn hại đến lợi ích công cộng. Một trong những trường hợp đầu tiên Tối cao Pháp viện giải quyết hình phạt sau khi tài liệu được công bố là Patterson v. Colorado (1907), trong đó tòa sử dụng phép thử khuynh hướng xấu giữ nguyên các cáo buộc khinh thường với một nhà xuất bản tố các thẩm phán Colorado giúp đỡ các công ty dịch vụ công cộng địa phương.
Các cuộc biểu tình chống chiến tranh trong Chiến tranh thế giới thứ nhất đã làm phát sinh một số trường hợp tự do ngôn luận liên quan đến dụ dỗ và kích động bạo lực. Trong vụ án Schenck v. United States năm 1919, Tối cao Pháp viện cho rằng một nhà hoạt động chống chiến tranh không có quyền lên tiếng phản đối dự thảo theo Tu chính án thứ nhất. Theo ý kiến đa số của mình, Justice Holmes đã đưa ra phép thử nguy hiểm rõ ràng và hiện hữu, một thứ trở thành một khái niệm quan trọng trong luật Tu chính án thứ nhất; nhưng vụ Schenck đã không chính thức áp dụng phép thử này. Holmes sau đó đã viết rằng ông dự định phép thử này sẽ hoàn thiện, chứ không phải thay thế, phép thử khuynh hướng xấu. Mặc dù đôi khi được đề cập đến trong các phán quyết tiếp theo, phép thử nguy hiểm rõ ràng và hiện hữu chưa bao giờ được Tối cao Pháp viện xác nhận như một phép thử được sử dụng bởi các tòa án cấp dưới khi đánh giá tính hợp hiến.
Tòa án tiếp tục sử dụng phép thử khuynh hướng xấu trong suốt đầu thế kỷ 20 trong các vụ như Abrams v. United States (1919), kết tội những nhà hoạt động phản chiến phát tờ rơi khuyến khích công nhân cản trở nỗ lực chiến tranh. Trong vụ Abrams, Holmes và Justice Brandeis đã xảy ra bất đồng và khuyến khích việc sử dụng phép thử rõ ràng và hiện hữu, vốn bảo vệ phát ngôn nhiều hơn. Trong vụ Gitlow v. New York (1925), tòa đã mở rộng Tu chính án thứ nhất cho các bang, và giữ nguyên kết tội Gitlow vì xuất bản "Tuyên ngôn Cánh tả". Vụ Gitlow được quyết định dựa trên phép thử khuynh hướng xấu, nhưng quyết định đa số thừa nhận tính hợp lệ của phép thử nguy hiểm rõ ràng và hiện hữu, thế nhưng kết luận rằng việc sử dụng chỉ giới hạn trong các tình huống giống như vụ Schenck mà không bị cấm cụ thể bởi luật. Brandeis và Holmes một lần nữa thúc đẩy phép thử nguy hiểm rõ ràng và hiện hữu, lần này là theo ý kiến đồng tình trong vụ Whitney v. California năm 1927. Đa số không áp dụng hoặc sử dụng thử nghiệm nguy hiểm rõ ràng và hiện hữu, nhưng ý kiến đồng tình khuyến khích Tòa án ủng hộ các biện pháp bảo vệ nhiều hơn cho lời nói và cho rằng "nguy hiểm trước mắt" – hạn chế hơn là "nguy hiểm hiện hữu" – nên được yêu cầu trước khi phát ngôn có thể bị cấm. Sau Whitney, phép thử khuynh hướng xấu tiếp tục được Tòa án sử dụng trong các trường hợp như Stromberg v. California (1931), cho rằng đạo luật của California năm 1919 cấm cờ đỏ là vi hiến.
Phép thử nguy hiểm rõ ràng và hiện hữu đã được đa số viện dẫn trong Thornhill v. Alabama (1940), theo đó luật chống biểu tình của bang đã bị vô hiệu. Mặc dù Tòa án đã đề cập đến phép thử nguy hiểm rõ ràng và hiện hữu trong một số quyết định sau Thornhill, phép thử khuynh hướng xấu không bị bác bỏ một cách rõ ràng, và phép thử nguy hiểm rõ ràng và hiện hữu không được áp dụng trong một số vụ tự do ngôn luận tiếp theo liên quan đến kích động bạo lực.

### Kháng cáo lên Tòa Phúc thẩm Liên bang
Vào tháng 5 năm 1950, 1 tháng trước khi Tòa Phúc thẩm nghe tranh luận bằng miệng trong vụ CPUSA, Tối cao Pháp viện đã ra phán quyết về các vấn đề tự do ngôn luận trong vụ American Communications Association v. Douds. Trong vụ này, Tòa đã xem xét phép thử nguy hiểm rõ ràng và hiện hữu, nhưng bác bỏ vì quá máy móc và thay vào đó đưa ra phép thử cân bằng. Tòa Phúc thẩm Liên bang nghe tranh luận bằng miệng trong vụ CPUSA từ ngày 21 đến 23 tháng 6 năm 1950. 2 ngày sau, vào ngày 25 tháng 6, Hàn Quốc bị tấn công bởi các lực lượng cộng sản Triều Tiên, đánh dấu sự bắt đầu của Chiến tranh Triều Tiên. Trong suốt 2 tháng các thẩm phán tòa phúc thẩm hình thành ý kiến, Chiến tranh Triều Tiên tràn ngập các tờ báo. Vào ngày 1 tháng 8 năm 1950, Tòa Phúc thẩm nhất trí giữ nguyên bản án theo đánh giá do Thẩm phán Learned Hand viết. Thẩm phán Hand đã xem xét phép thử nguy hiểm rõ ràng và hiện hữu, nhưng đánh giá đã áp dụng một cách tiếp cận cân bằng tương tự như American Communications Association v. Douds. Trong bản đánh giá, Hand viết:
| In each case they [the courts] must ask whether the gravity of the 'evil', discounted by its improbability, justifies such invasion of free speech as is necessary to avoid the danger.... The American Communist Party, of which the defendants are the controlling spirits, is a highly articulated, well contrived, far spread organization, numbering thousands of adherents, rigidly and ruthlessly disciplined, many of whom are infused with a passionate Utopian faith that is to redeem mankind.... The violent capture of all existing governments is one article of the creed of that faith [communism], which abjures the possibility of success by lawful means. | Trong mỗi vụ án, họ [các tòa án] phải hỏi xem liệu tính nghiêm trọng của 'cái ác', trừ đi khả năng không thể xảy ra của nó, biện minh cho việc xâm phạm quyền tự do ngôn luận như vậy là cần thiết để tránh nguy hiểm hay không.... Đảng Cộng sản Hoa Kỳ, trong đó có các bị cáo là những người đứng đầu, là một tổ chức có tính liên kết cao, trù tính tốt, lan rộng, lên đến hàng nghìn đảng viên, kỷ luật nghiêm khắc và tàn nhẫn, nhiều người trong số đó có niềm tin cuồng nhiệt không tưởng là giải cứu nhân loại.... Chiếm giữ tất cả các chính phủ hiện tại đều là một tín điều của đức tin đó [chủ nghĩa cộng sản], điều này bác bỏ khả năng thành công bằng các phương tiện hợp pháp. |
| | |

Bản đánh giá đặc biệt đề cập đến những nguy cơ đương thời của chủ nghĩa cộng sản trên toàn thế giới, trong đó nhấn mạnh đến cuộc Cuộc phong tỏa Berlin.

### Kháng cáo lên Tối cao Pháp viện

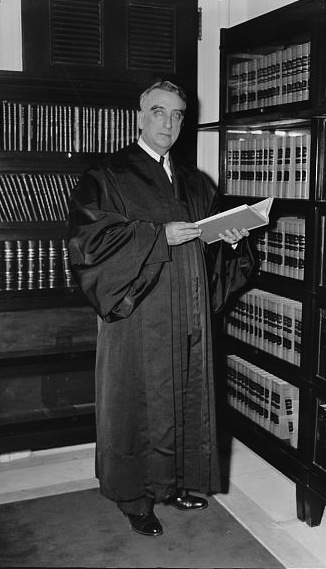
Chánh án Fred M. Vinson viết đánh giá trong Dennis v. United States.

Các bị cáo đã kháng cáo quyết định của Tòa Phúc thẩm Khu vực 2 lên Tối cao Pháp viện trong Dennis v. United States. Trong phiên phúc thẩm, các bị cáo đã được National Lawyers Guild và ACLU hỗ trợ. Tối cao Pháp viện giới hạn việc xem xét trong các câu hỏi về tính hợp hiến của Đạo luật Smith và các hướng dẫn cho bồi thẩm đoàn, không đưa ra phán quyết về các vấn đề công bằng, thành phần bồi thẩm đoàn hoặc nhân chứng cung cấp thông tin.
Một quyết định với tỉ lệ 6–2 được ban hành vào ngày 4 tháng 6 năm 1951, giữ nguyên phán quyết của thẩm phán Hand. Chánh án Fred Vinson cho rằng Tu chính án thứ nhất không đòi hỏi chính phủ phải chờ "cho đến khi cuộc đảo chính sắp được thực hiện, kế hoạch đã được lên và tín hiệu được chờ" trước khi ngăn chặn âm mưu nổi loạn. Vinson tán thành phương pháp cân bằng được sử dụng bởi thẩm phán Hand:
| Chief Judge Learned Hand... interpreted the [clear and present danger] phrase as follows: 'In each case, [courts] must ask whether the gravity of the "evil", discounted by its improbability, justifies such invasion of free speech as is necessary to avoid the danger.' We adopt this statement of the rule. As articulated by Chief Judge Hand, it is as succinct and inclusive as any other we might devise at this time. It takes into consideration those factors which we deem relevant, and relates their significances. More we cannot expect from words. | Chánh án Learned Hand... đã diễn giải cụm từ [nguy hiểm rõ ràng và hiện hữu] như sau: 'Trong mỗi vụ án, [các tòa án] phải hỏi xem liệu tính nghiêm trọng của 'cái ác', trừ đi khả năng không thể xảy ra của nó, biện minh cho việc xâm phạm quyền tự do ngôn luận như vậy là cần thiết để tránh nguy hiểm hay không. ' Chúng tôi áp dụng tuyên bố quy tắc này. Như được nêu rõ bởi Chánh án Hand, điều này ngắn gọn và bao hàm như bất kỳ điều gì khác mà chúng tôi có thể đưa ra vào lúc này. Nó đã cân nhắc những yếu tố mà chúng tôi cho là có liên quan và có liên hệ với ý nghĩa của chúng. Nhiều hơn thì ta không thể mong đợi từ từ ngữ. |
| | |

Vinson cũng giải quyết tranh cãi liệu Medina hướng dẫn bồi thẩm đoàn là đúng hay sai. Các bị cáo cho rằng tuyên bố của Medina rằng "theo quy định của pháp luật, có đủ nguy cơ về một tội ác thực chất mà Quốc hội có quyền ngăn chặn, để biện minh cho việc áp dụng quy chế theo Tu chính án thứ nhất của Hiến pháp" là sai lầm, nhưng Vinson kết luận rằng các hướng dẫn là cách diễn giải thích hợp của Đạo luật Smith.
Theo lời của một nhà sử học, Tối cao Pháp viện đã "chia rẽ một cách cay đắng" về các vấn đề của Tu chính án Thứ nhất nổi lên từ vụ Dennis. Các thẩm phán Hugo Black và William O. Douglas không đồng tình với ý kiến đa số. Trong bản bất đồng chính kiến, Black viết "dư luận như bây giờ, rất ít người sẽ phản đối việc kết án những người đệ đơn Cộng sản này. Tuy nhiên, có hy vọng rằng, trong thời điểm bình tĩnh hơn, khi áp lực, đam mê và nỗi sợ hãi hiện tại giảm bớt, Tòa án hiện tại hoặc sau này sẽ khôi phục các quyền tự do của Tu chính án thứ nhất về vị trí ưu tiên cao thuộc về một xã hội tự do." Sau phán quyết Dennis, Tòa án sử dụng phép thử cân bằng cho các trường hợp tự do ngôn luận, và hiếm khi sử dụng phép thử nguy hiểm rõ ràng và hiện hữu.

### Kháng cáo phán quyết khinh thường
— Thẩm phán William O. Douglas, trong đánh giá bất đồng ý kiến về vụ Sacher v. United States
Các luật sư bào chữa đã kháng cáo các bản án khinh thường đưa ra bởi Thẩm phán Medina theo Điều 42 Quy tắc tố tụng hình sự liên bang. Các luật sư đưa ra nhiều vấn đề khi kháng cáo, bao gồm cả hành vi sai trái có chủ đích của thẩm phán, và tuyên bố rằng họ đã bị tước quyền xét xử theo đúng thủ tục vì không có phiên điều trần để đánh giá giá trị của cáo buộc khinh thường. Họ lập luận rằng các cáo buộc khinh thường ngăn cản các bị cáo CPUSA trong tương lai có được luật sư tư vấn, bởi vì các luật sư sợ bị tư pháp trả đũa. Kháng cáo ban đầu lên Tòa Phúc thẩm Liên bang đã không thành công: Tòa án đã xem xét các hành động của Medina, và đảo ngược một số, nhưng vẫn khẳng định các bản án.
Các luật sư sau đó đã kháng cáo lên Tối cao Pháp viện, nơi bác bỏ đơn kiến nghị ban đầu, nhưng sau đó đã xem xét lại và chấp nhận kháng cáo. Tối cao Pháp viện đã giới hạn việc xem xét trong phạm vi câu hỏi, "liệu cáo buộc khinh thường, như và khi được chứng thực, là một điều mà thẩm phán buộc tội được cho phép theo Điều 42(a) để xác định và tự trừng phạt; hay đó là một điều bị xét xử và trừng phạt theo Điều 42(b) chỉ bởi một thẩm phán không phải là người buộc tội và chỉ sau khi thông báo, điều trần, và có cơ hội để bào chữa?". Tối cao Pháp viện, theo một đánh giá bởi Robert Jackson, đã giữ nguyên các bản án khinh thường với số phiếu 5–3. Đánh giá của Jackson khẳng định rằng "hình phạt bỏ qua một số thủ tục luôn luôn, và đúng ra, bị coi là không thiện cảm, và nếu được áp đặt vì đam mê hoặc sự nhỏ nhen, chắc chắn sẽ gây mất uy tín cho tòa án như hành vi mà nó phạt. Nhưng những lý do rất thực tế đã khiến mọi hệ thống luật trao quyền khinh thường cho một người chủ trì các thủ tục tố tụng tư pháp cũng là những lý do giải thích vì sao điều đó được giản lược."

## Xét xử các cán bộ "cấp hai"

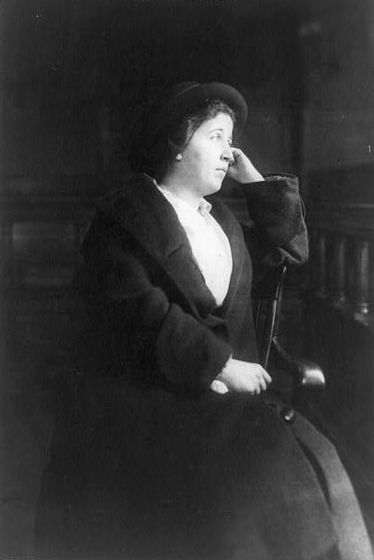
Elizabeth Gurley Flynn là một trong những bị cáo cấp hai.

Sau phán quyết năm 1949, các công tố viên đợi cho đến khi các vấn đề hiến pháp được Tối cao Pháp viện giải quyết trước khi xét xử thêm các nhà lãnh đạo CPUSA. Khi phán quyết Dennis năm 1951 giữ nguyên bản án được công bố, các công tố viên đã khởi xướng cáo trạng thêm 132 lãnh đạo CPUSA, được gọi là các bị cáo "chuỗi thứ hai" hoặc "cấp hai". Các bị cáo cấp hai bị truy tố trong ba đợt: 1951, 1954, và 1956. Các phiên tòa xét xử được tổ chức tại hơn 10 thành phố, bao gồm Los Angeles (15 bị cáo CPUSA, bao gồm Dorothy Healey, lãnh đạo nhánh CPUSA ở California); New York (21 bị cáo, bao gồm các thành viên Ủy ban Quốc gia Claudia Jones và Elizabeth Gurley Flynn); Honolulu, Pittsburgh, Philadelphia, Cleveland, Baltimore, Seattle, Detroit, St. Louis, Denver, Boston, Puerto Rico và New Haven.
Các bị cáo cấp hai gặp khó khăn trong việc tìm luật sư đại diện. Năm luật sư bào chữa tại phiên tòa năm 1949 đã bị bỏ tù vì khinh thường tòa án, và cả Abraham J. Isserman và Harry Sacher đều bị xóa đăng ký hành nghề. Luật sư cho các bị cáo khác thường bị các tòa án, nhóm luật sư và hội đồng cấp phép tấn công, khiến nhiều luật sư bào chữa tránh các vụ kiện theo Đạo luật Smith. Một số bị cáo buộc phải liên hệ với hơn 100 luật sư trước khi tìm được người; bị cáo Steve Nelson không thể tìm được luật sư đại diện ở Pennsylvania, vì vậy buộc phải đại diện cho chính mình. Các thẩm phán đôi khi phải chỉ định luật sư không mong muốn cho những bị cáo không tìm được luật sư. National Lawyers Guild cung cấp một số luật sư cho các bị cáo, nhưng vào năm 1953, Bộ trưởng Bộ Tư pháp Herbert Brownell Jr. đe dọa liệt tổ chức này là một tổ chức lật đổ, khiến một nửa số thành viên phải rời đi.
Một số bị cáo cấp hai đã không thể đăng ký tại ngoại vì chính phủ từ chối cho phép quỹ bảo vệ pháp lý Civil Rights Congress (CRC) cung cấp kinh phí bảo lãnh tại ngoại. CRC vi phạm hệ thống tư pháp vì đã đăng ký bảo lãnh cho các bị cáo trong phiên tòa năm 1949, và bốn trong số các bị cáo đó bỏ trốn vào năm 1951. Các lãnh đạo của CRC đã được triệu tập trước một bồi thẩm đoàn lớn và yêu cầu xác định các nhà tài trợ đã đóng góp tiền vào quỹ bảo lãnh. Tiểu thuyết gia Dashiell Hammett, một nhà quản lý quỹ CRC, viện dẫn Tu chính án thứ năm, từ chối xác định danh tính các nhà tài trợ và bị kết án sáu tháng tù.
Để cung cấp nhân chứng cho các phiên tòa cấp hai, Bộ Tư pháp dựa vào hàng chục người cung cấp thông tin, những người đã đi toàn thời gian từ phiên tòa này đến phiên tòa khác, làm chứng về chủ nghĩa cộng sản và CPUSA. Những người cung cấp thông tin đã được trả tiền cho thời gian làm việc; ví dụ, Budenz kiếm được $70.000 ($771.404 vào năm 2022) từ các hoạt động nhân chứng.

### Phán quyết California bị đảo ngược

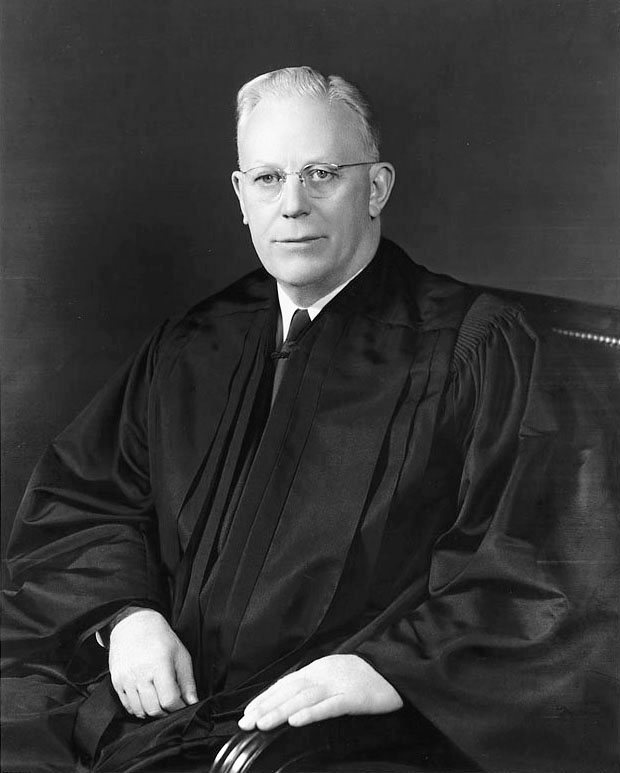
Earl Warren, Chánh án khi phán quyết Yates được đưa ra năm 1957.

Các Tòa Phúc thẩm Liên bang giữ nguyên tất cả các bản án của các cán bộ cấp hai. Tối cao Pháp viện từ chối xét xử lại cho đến năm 1956, khi đồng ý nghe kháng cáo của các bị cáo ở California; dẫn đến phán quyết bước ngoặt Yates v. United States. 14 cán bộ CPUSA cấp hai từ California bị kết tội vi phạm Đạo luật Smith đã kháng cáo và vào 17 tháng 6 năm 1957, được gọi là "Thứ Hai Đỏ", Tối cao Pháp viện đã đảo ngược các kết án trước đó. Vào thời điểm Tòa ra phán quyết vụ Yates v. United States với số phiếu 6–1, 4 trong số các Thẩm phán Tối cao Pháp viện ủng hộ phán quyết Dennis (1951) đã bị thay thế, bao gồm cả Chánh án Vinson. Ông được thay thế bởi Chánh án Earl Warren.
Quyết định Yates làm suy yếu phán quyết Dennis năm 1951 khi cho rằng bạo lực trừu tượng mang tính tương lai có thể không bị cấm, nhưng việc kích động bạo lực thì có thể. Viết cho đa số, Thẩm phán John Marshall Harlan đưa ra khái niệm cân bằng giữa quyền tự bảo vệ của xã hội với quyền tự do ngôn luận. Ông viết:
We are thus faced with the question whether the Smith Act prohibits advocacy and teaching of forcible overthrow as an abstract principle, divorced from any effort to instigate action to that end, so long as such advocacy or teaching is engaged in with evil intent. We hold that it does not.... In failing to distinguish between advocacy of forcible overthrow as an abstract doctrine and advocacy of action to that end, the District Court appears to have been led astray by the holding in Dennis that advocacy of violent action to be taken at some future time was enough. 
Do vậy, chúng ta phải đối mặt với câu hỏi liệu Đạo luật Smith có cấm vận động và truyền giảng việc bạo động lật đổ như một nguyên tắc trừu tượng, tách biệt với mọi nỗ lực xúi giục hành động nhằm đạt được mục đích đó hay không, miễn là việc vận động hoặc truyền giảng đó được thực hiện với mục đích xấu. Chúng tôi cho rằng là không.... Khi không phân biệt được giữa chủ trương lật đổ như một học thuyết trừu tượng và chủ trương hành động cho mục đích đó, Tòa án Quận dường như đã bị lạc hướng ở Dennis rằng chủ trương hành động bạo lực được thực hiện vào một thời điểm nào đó trong tương lai là đủ.

Yates không khẳng định Đạo luật Smith là vi hiến hoặc bác bỏ quyết định Dennis , nhưng Yates hạn chế việc áp dụng Đạo luật ở mức độ gần như không thể thi hành. Quyết định Yates khiến một số thành viên bảo thủ của Quốc hội phẫn nộ, đưa ra luật để hạn chế quyền xét xử của tư pháp đối với một số bản án liên quan đến tội dụ dỗ và phản quốc. Dự luật này đã không được thông qua.

### Điều khoản thành viên
Bốn năm sau quyết định Yates, Tối cao Pháp viện đã đảo ngược việc kết tội một lãnh đạo CPUSA cấp hai khác, John Francis Noto ở New York, trong vụ Noto v. United States năm 1961. Noto bị kết án theo điều khoản thành viên của Đạo luật Smith, và ông đã phản đối tính hợp hiến của điều này khi kháng cáo. Điều khoản thành viên nằm trong một phần của Đạo luật Smith tội phạm hóa việc "tổ chức hoặc giúp đỡ tổ chức bất kỳ xã hội, nhóm hoặc hội đồng gồm những người truyền dạy, vận động hoặc khuyến khích lật đổ hoặc phá hủy bất kỳ chính phủ nào ở Hoa Kỳ bằng vũ lực hoặc bạo lực; hoặc trở thành thành viên của, hoặc liên kết với bất kỳ xã hội, nhóm hoặc hội người nào như vậy, biết mục đích của họ...". Tòa nhất trí đảo ngược bản án vì bằng chứng được đưa ra tại phiên tòa không đủ để chứng minh rằng Đảng chủ trương hành động (ngược với lý thuyết đơn thuần) lật đổ chính quyền. Thay mặt cho đa số, Thẩm phán Harlan đã viết:
| The evidence was insufficient to prove that the Communist Party presently advocated forcible overthrow of the Government not as an abstract doctrine, but by the use of language reasonably and ordinarily calculated to incite persons to action, immediately or in the future.... In order to support a conviction under the membership clause of the Smith Act, there must be some substantial direct or circumstantial evidence of a call to violence now or in the future which is both sufficiently strong and sufficiently pervasive to lend color to the otherwise ambiguous theoretical material regarding Communist Party teaching and to justify the inference that such a call to violence may fairly be imputed to the Party as a whole, and not merely to some narrow segment of it. | Bằng chứng không đủ để chứng minh rằng Đảng Cộng sản hiện chủ trương bạo động lật đổ Chính quyền không là một học thuyết trừu tượng, mà bằng cách sử dụng ngôn ngữ được tính toán hợp lý và thông thường để kích động mọi người hành động, ngay lập tức hoặc trong tương lai.... Để ủng hộ kết tội theo điều khoản thành viên của Đạo luật Smith, phải có một số bằng chứng trực tiếp hoặc cụ thể đáng kể về lời kêu gọi bạo lực hiện tại hoặc trong tương lai đủ mạnh và đủ sức lan tỏa để tô màu cho tài liệu lý luận mơ hồ khác liên quan đến lời dạy của Đảng Cộng sản và để biện minh cho suy luận rằng lời kêu gọi bạo lực như vậy có thể được áp dụng một cách công bằng cho toàn Đảng, chứ không chỉ cho một số phần nhỏ. |
| | |

Phán quyết không khẳng định điều khoản thành viên là vi hiến. Trong các ý kiến đồng tình, Thẩm phán Black và Douglas cho rằng điều khoản thành viên của Đạo luật Smith là vi hiến vì vi phạm Tu chính án thứ nhất, với Douglas viết rằng "lời nói, thái độ và liên kết trong trường hợp này ... theo quan điểm của tôi, được bảo vệ hoàn toàn bởi Tu chính án thứ nhất và không bị Chính quyền Liên bang điều tra, kiểm tra hoặc truy tố."

### Phán quyết cuối cùng
Năm 1958, tại phiên tòa thứ hai, Junius Scales, lãnh đạo chi nhánh Bắc Carolina của CPUSA, trở thành thành viên CPUSA cuối cùng bị kết án theo Đạo luật Smith. Ông là người duy nhất bị kết án sau quyết định Yates. Các công tố viên đã theo đuổi vụ án của Scales vì ông đặc biệt ủng hộ hành động chính trị bạo lực và có kỹ năng võ thuật. Scales bị buộc tội vì vi phạm điều khoản thành viên của Đạo luật Smith, không phải vì điều khoản cấm vận động bạo lực chống lại chính quyền. Trong kháng cáo lên Tối cao Pháp viện, Scales cho rằng Đạo luật McCarran năm 1950 khiến điều khoản thành viên Đạo luật của Smith vô hiệu, vì Đạo luật McCarran quy định rõ ràng rằng bản thân việc các thành viên của một đảng cộng sản không phải là một điều vi phạm bất kỳ điều luật hình sự. Năm 1961, Tối cao Pháp viện, trong một quyết định 5–4, giữ nguyên kết tội của Scales, nhận thấy rằng điều khoản thành viên của Đạo luật Smith không bị Đạo luật McCarran bác bỏ, bởi vì Đạo luật Smith yêu cầu các công tố viên phải chứng minh rằng có sự ủng hộ trực tiếp của bạo lực; và thứ hai, tư cách thành viên của bị đơn là đáng kể và tích cực, không chỉ thụ động hoặc về lý thuyết. Hai Thẩm phán của Tối cao Pháp viện ủng hộ quyết định Yates năm 1957, Harlan và Frankfurter, đã bỏ phiếu duy trì kết tội Scales.
Scales là bị cáo duy nhất bị kết án theo điều khoản thành viên. Tất cả những người khác đều bị kết tội âm mưu lật đổ chính quyền Tổng thống Kennedy giảm án cho Scales vào đêm Giáng sinh năm 1962, khiến Scales trở thành bị cáo cuối cùng của Đạo luật Smith được ra tù. Scales là quyết định duy nhất của Tối cao Pháp viện duy trì kết tội chỉ dựa trên tư cách thành viên của một đảng chính trị.

## Hậu quả
Các quyết định Yates và Noto làm suy yếu Đạo luật Smith và đánh dấu sự khởi đầu cho việc chấm dứt điều tra thành viên CPUSA. Khi các phiên tòa kết thúc vào năm 1958, 144 người đã bị truy tố, dẫn đến 105 bản án, tích lũy tổng cộng là 418 năm tù và $435.500 ($4.799.232 vào năm 2022) tiền phạt. Gần một nửa số người cộng sản kết án đã phải ngồi tù. Đạo luật Smith, 18 U.S.C. § 2385, mặc dù đã được sửa đổi nhiều lần, vẫn chưa bị bãi bỏ.
Trong hai thập kỷ sau quyết định Dennis, các vấn đề tự do ngôn luận liên quan đến chủ trương bạo lực đã được quyết định bằng cách sử dụng phép thử cân bằng, chẳng hạn như áp dụng ở Dennis. Năm 1969, tòa án đã thiết lập các biện pháp bảo vệ mạnh mẽ hơn cho lời nói trong vụ án mang tính bước ngoặt Brandenburg v. Ohio, khẳng định rằng "các bảo đảm trong hiến pháp về tự do ngôn luận và tự do báo chí không cho phép một bang cấm hoặc bài trừ việc vận động sử dụng vũ lực hoặc vi phạm pháp luật trừ khi chủ trương đó nhằm mục đích xúi giục hoặc dẫn đến hành động phi pháp trước mắt". Brandenburg hiện là tiêu chuẩn được Tòa án áp dụng cho các vấn đề tự do ngôn luận liên quan đến việc ủng hộ bạo lực.
Các vụ xét xử theo Đạo luật Smith đã làm suy yếu lãnh đạo của CPUSA. Ngay sau phiên tòa năm 1949, CPUSA – cảnh giác với những người cung cấp thông tin bí mật làm chứng cho việc truy tố – đã khởi xướng các nỗ lực để xác định và loại trừ những người đưa tin ra khỏi đảng. FBI khuyến khích những nghi ngờ này bằng cách đưa ra những bằng chứng ngụy tạo cho thấy rằng nhiều Đảng viên vô tội là người cung cấp thông tin. Dennis đã cố gắng lãnh đạo từ bên trong nhà tù Atlanta, nhưng các quan chức nhà tù đã kiểm duyệt thư và cách ly ông thành công với thế giới bên ngoài. Các quan chức nhà tù Lewisburg đã ngăn không cho Williamson viết thư cho bất kỳ ai khác ngoài những người thân trong gia đình. Thiếu sự lãnh đạo, CPUSA rơi vào tình trạng bất đồng và rối loạn nội bộ, và đến năm 1953, cơ cấu lãnh đạo của CPUSA không hoạt động. Năm 1956, Nikita Sergeyevich Khrushchyov tiết lộ thực tế về các cuộc thanh trừng của Stalin, khiến nhiều thành viên CPUSA còn lại bỏ cuộc trong vỡ mộng. Vào cuối những năm 1950, số thành viên của CPUSA đã giảm xuống còn 5.000 người, trong đó hơn 1.000 người có thể là người cung cấp thông tin cho FBI.

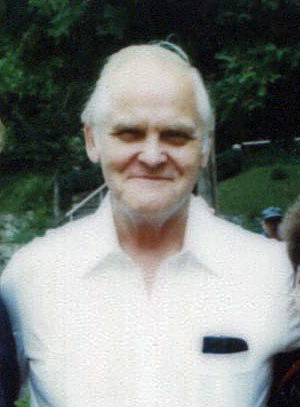
Bị cáo Gus Hall tranh cử tổng thống bốn lần sau khi mãn hạn tù.

Các bị cáo tại phiên tòa năm 1949 đã được ra tù vào giữa những năm 1950. Gus Hall là lãnh đạo Đảng trong 40 năm nữa; ông ủng hộ các chính sách của Liên Xô, và tranh cử tổng thống bốn lần từ năm 1972 đến năm 1984. Eugene Dennis tiếp tục tham gia CPUSA và qua đời vào năm 1961. Benjamin J. Davis qua đời năm 1964. Jack Stachel, người tiếp tục làm việc ở tờ Daily Worker, qua đời năm 1966. John Gates vỡ mộng với CPUSA sau khi tiết lộ về cuộc Đại thanh trừng của Stalin; ông rời Đảng vào năm 1958 và sau đó đã trả lời phỏng vấn trên truyền hình cho Mike Wallace, trong đó ông đổ lỗi cho "niềm tin bền vững" của CPUSA đối với Liên Xô là nguyên nhân dẫn đến sự sụp đổ của tổ chức này.
Henry Winston trở thành đồng chủ tịch của CPUSA (cùng với Hall) vào năm 1966 và được Liên Xô trao tặng Huân chương Cách mạng Tháng Mười vào năm 1976. Sau khi ra tù, Carl Winter tiếp tục hoạt động Đảng, trở thành biên tập viên của Daily Worker năm 1966, và mất năm 1991. Gil Green được thả ra khỏi nhà tù Leavenworth vào năm 1961 và tiếp tục làm việc với CPUSA để phản đối Chiến tranh Việt Nam. Lãnh đạo Đảng William Z. Foster, 69 tuổi vào thời điểm xét xử năm 1949, chưa từng bị xét xử do sức khỏe yếu; ông nghỉ hưu khỏi Đảng năm 1957 và qua đời tại Moskva năm 1961.
John Williamson được trả tự do sớm vào năm 1955, và bị trục xuất sang Anh, mặc dù đã sống ở Hoa Kỳ từ năm 10 tuổi. Irving Potash chuyển đến Ba Lan sau khi mãn hạn tù, sau đó tái nhập cảnh Hoa Kỳ bất hợp pháp vào năm 1957, bị bắt và kết án hai năm tù vì vi phạm luật nhập cư. Robert G. Thompson bỏ bảo lãnh, bị bắt vào năm 1953 và bị kết án thêm bốn năm. Ông mất năm 1965 và các quan chức Quân đội Hoa Kỳ từ chối chôn cất ông tại Nghĩa trang Quốc gia Arlington. Vợ ông đã phản đối quyết định đó, ban đầu thua kiện tại Tòa án Quận Hoa Kỳ và sau đó thắng tại Tòa phúc thẩm. Luật sư biện hộ George W. Crockett Jr. sau đó trở thành nghị sĩ đảng Dân chủ ở Michigan.

## Trích dẫn
1. ↑  Murray, Robert K. (1955), Red Scare: A Study in National Hysteria, 1919–1920, University of Minnesota Press, pp 82–104, 150–169, ISBN 978-0-313-22673-1.
2. ↑  Walker, pp 128–133.
3. 1 2 3 4 5 6  Levin, p 1488
4. 1 2 3  Đạo luật Smith được chính thức gọi là Đạo luật Đăng ký Nước ngoài năm 1940. Bản 1940. Đạo luật đã được sửa đổi kể từ đó: Bản 2012. Phần của Đạo luật năm 1940 có liên quan đến các vụ xét xử CPUSA là: "Sec. 2. (a) It shall be unlawful for any person— (1) to knowingly or willfully advocate, abet, advise, or teach the duty, necessity, desirability, or propriety of overthrowing or destroying any government in the United States by force or violence, or by the assassination of any officer of any such government; (2) with the intent to cause the overthrow or destruction of any government in the United States, to print, publish, edit, issue, circulate, sell, distribute, or publicly display any written or printed matter advocating, advising, or teaching the duty, necessity, desirability, or propriety of overthrowing or destroying any government in the United States by force or violence. (3) to organize or help to organize any society, group, or assembly of persons who teach, advocate, or encourage the overthrow or destruction of any government in the United States by force or violence; or to be or become a member of, or affiliate with, any such society, group, or assembly of persons, knowing the purposes thereof...."
5. ↑  Kennedy, David M., The Library of Congress World War II Companion, Simon and Schuster, 2007, p 86, ISBN 978-0-7432-5219-5.
6. ↑  Belknap (1994), p 179. Tổng thống Roosevelt kiên quyết yêu cầu truy tố vì SWP đã thách thức một đồng minh của Roosevelt.
7. ↑  Smith, Michael Steven, "Smith Act Trials, 1949", in Encyclopedia of the American Left, Oxford University Press, 1998, p 756.
8. ↑  Belknap (1994), pp 196, 207. 
 Xem thêm: Ribuffo, Leo, "United States v. McWilliams: The Roosevelt Administration and the Far Right", trong Belknap (1994), pp 179–206.
9. 1 2 3 4 5  Belknap (1994), p 209.
10. ↑  Hoover, J. Edgar, Masters of Deceit: the Story of Communism in America and How to Fight It, Pocket Books, 1958, p 5 (đỉnh 80.000 vào năm 1944).
11. 1 2 3  Belknap (1994), p 210.
12. ↑  Belknap (1994), p 210. Truman trích dẫn bởi Belknap. Belknap viết rằng Truman coi CPUSA là "một thiểu số đáng khinh trong một vùng đất tự do" (a contemptible minority in a land of freedom).
13. ↑  Theoharis, Atahn, The FBI: A Comprehensive Reference Guide, Greenwood Publishing Group, 1999, p 27, ISBN 978-0-89774-991-6.
14. ↑  Haynes, pp 8–22.
15. ↑  Redish, pp 81–82, 248. Redish trích dẫn Schrecker và Belknap. 
 Belknap (1994), p 210. 
 Powers, p 214.
16. ↑  Tyler, G. L., "House Un-American Activities Committee", in Finkelman, p 780.
17. ↑  Belknap (1994), p 210. 
 Redish, pp 81–82.
18. 1 2 3  Redish, pp 81–82.
19. 1 2  Belknap (1994), p 211.
20. ↑  Belknap (1977), p 51. 
 Belknap (1994), p 207. 
 Lannon, p 122. 
 Morgan, p 314. 
 Powers, p 215.
21. ↑  Powers, p 215.
22. ↑  Morgan, p 314. Hoover trích dẫn bởi Morgan.
 Powers, p 215.
23. 1 2  Morgan, p 314. 
 Sabin, p 41.
24. ↑  Cramer v. United States, 325 U.S. 1, 1945.
25. 1 2 3  Oakes, p 1460.
26. 1 2 3 4 5 6 7  "Communist Trial Ends with 11 Guilty", Life, October 24, 1949, p 31.
27. 1 2  Morgan, p 315.
28. ↑  Kể từ đó đến nay đã có những phiên tòa lâu hơn, ví dụ phiên tòa kéo dài 20 tháng vào năm 1988 (Longest Mob Trial Ends, Los Angeles Times, August 27, 1988. Retrieved June 10, 2012).
29. 1 2  Walker, p 185. 
 Morgan, p 315. 
 Sabin, pp 44–45. "Circus-like" là từ của Sabin.
30. 1 2  "Communists: The Little Commissar", Time, April 25, 1949 (Ảnh bìa: Eugene Dennis). 
 "Communists: The Presence of Evil", Time: October 24, 1949. (Ảnh bìa: Harold Medina). 
 "Communists: the Field Day is Over", Time, (bài viết, không ảnh bìa), August 22, 1949. 
 "Communists: Evolution or Revolution?", Time, April 4, 1949. 
 Xem thêm bài viết trên tạp chí Life với tiêu đề "Communist trial ends with 11 guilty", Life, October 24, 1949, p 31; và "Unrepentant reds emerge", Life, March 14, 1955, p 30.
31. ↑  Belknap (1994), p 217. Belknap trích dẫn một bài xã luận từ tờ thiên tả The New Republic, viết sau khi vụ truy tố kết thúc vào ngày 19 tháng 5 năm 1949: "[the prosecution] failed to make out the overwhelming case that many people anticipated before the trial began".
32. 1 2 3  Martelle, p 76. Martelle nói rằng tuyên bố của Shirer đã được xuất bản trong New York Star.
33. ↑  "The Communist Indictments" (PDF). The New York Times. ngày 22 tháng 7 năm 1948. Truy cập ngày 13 tháng 6 năm 2012.
34. ↑  Walker, p 186.
35. ↑  Belknap (1994), p 214. Washington Post trích bởi Belknap.
36. ↑  "Indicted Reds Get Wallace Support" (PDF). New York Times. ngày 22 tháng 7 năm 1948. Truy cập ngày 13 tháng 6 năm 2012.
37. ↑  Farrell Dobbs (ngày 24 tháng 7 năm 1948). "Letters to the Times: Indictment of Communists". New York Times. Truy cập ngày 13 tháng 6 năm 2012.; thư ngày 22 tháng 7 năm 1948
38. ↑  Belknap (1994), p 212.
39. 1 2 3  Redish, p 82.
40. 1 2  Belknap (1994), p 208.
41. 1 2 3 4  Belknap (1994), p 214.
42. ↑  Belknap (1994), pp 216–217.
43. ↑  Belknap (1994), p 214. 
 Belknap (1994), p 209.
44. 1 2  Mahoney, M.H., Women in Espionage: A Biographical Dictionary, Santa Barbara, California: ABC-CLIO, 1993, pp 37–39.
45. ↑  "Girl Official of Party Stuns Reds at Trial", Chicago Daily Tribune, April 27, 1949, p 21.
46. ↑  Martelle, pp.148–149.
47. ↑  Sabin, p 42. 
Luật sư Maurice Sugar tham gia với vai trò cố vấn.
48. ↑  Walker, pp 185–187. Nhiều nhánh địa phương của ACLU đã ủng hộ các bị cáo cộng sản cấp hai trong những năm 1950.
49. ↑  Walker, p 185. 
 Belknap (1994), p 217. 
 Sabin, pp 44–46.
50. ↑  Belknap (1994), p 213. 
 Walker, p 185. 
 Starobin, p 206. 
Phán quyết của Medina về vấn đề lựa chọn bồi thẩm đoàn là 83 F.Supp. 197 (1949). Vấn đề đã được giải quyết bởi tòa phúc thẩm ở 183 F.2d 201 (2d Cir. 1950).
51. ↑  Belknap (1994), p 213.
52. 1 2  Belknap (1994), p 219.
53. ↑  Belknap (1994), pp 219–220. 
 Starobin, p 207.
54. 1 2  Belknap (1994), p 220.
55. 1 2 3  Sabin, p 46. "Mutual hostility" là mô tả của Sabin.
56. 1 2  Belknap (1994), p 218.
57. ↑  Redish, p 82. 
 Sabin, p 46.
58. ↑  Belknap (1994), p 218. Medina trích bởi Belknap.
59. ↑  Sabin, pp 46–47. Sabin viết rằng chỉ có bốn bị cáo xuất hiện ở tòa. 
 Morgan, p 315 (Morgan trích dẫn sai lời Winston khi nói 500 – chính xác phải là 5.000).
 Martelle, p 175.
60. ↑  Martelle, p 190.
61. ↑  Belknap (1994), pp 212, 220.
62. ↑  Belknap (2001), p 860.
63. 1 2  Martelle, p 193.
64. 1 2  Sabin, p 45.
65. ↑  Johnson, John W., "Icons of the Cold War: The Hiss–Chambers Case", trong Historic U.S. Court Cases: An Encyclopedia (Vol 1), (John W. Johnson, Ed.), Taylor & Francis, 2001, p 79, ISBN 978-0-415-93019-2.
66. ↑  Martelle, pp 197–204.
67. ↑  Belknap (1977), p 105.
68. ↑  Martelle, pp 204–205.
69. ↑  Martelle, p 217.
70. 1 2  Sabin, p 45. 
 Belknap (1994), p 221. 
 Redish, p 87. 
 Một chỉ thị từ Medina cho bồi thẩm đoàn là "Theo quy định của pháp luật, tôi nhận thấy có đủ nguy cơ về một tội ác thực chất mà Quốc hội có quyền ngăn chặn, để biện minh cho việc áp dụng quy chế theo Tu chính án thứ nhất của Hiến pháp" ("I find as a matter of law that there is sufficient danger of a substantive evil that the Congress had a right to prevent, to justify the application of the statute under the First Amendment of the Constitution").
71. 1 2 3 4 5  Dunlap, William V., "National Security and Freedom of Speech", in Finkelman (vol 1), pp 1072–1074.
72. 1 2  Belknap (1994), p 221.
73. 1 2 3 4 5  Cụm nguồn chỉ số giá cả lạm phát tại Hoa Kỳ:
  - Giai đoạn 1634–1699: McCusker, J. J. (1997). How Much Is That in Real Money? A Historical Price Index for Use as a Deflator of Money Values in the Economy of the United States: Addenda et Corrigenda [Giá đó đổi sang tiền thật bằng bao nhiêu? Chỉ số giá cả theo lịch sử lưu lại được sử dụng làm công cụ giảm phát giá trị tiền tệ trong nền kinh tế Hoa Kỳ: Addenda et Corrigenda] (PDF) (bằng tiếng Anh). American Antiquarian Society.
  - Giai đoạn 1700–1799: McCusker, J. J. (1992). How Much Is That in Real Money? A Historical Price Index for Use as a Deflator of Money Values in the Economy of the United States [Giá đó đổi sang tiền thật bằng bao nhiêu? Chỉ số giá cả theo lịch sử lưu lại được sử dụng làm công cụ giảm phát giá trị tiền tệ trong nền kinh tế Hoa Kỳ] (PDF) (bằng tiếng Anh). American Antiquarian Society.
  - Giai đoạn 1800–nay: Cục Dự trữ Liên bang Ngân hàng Minneapolis. "Consumer Price Index (estimate) 1800–" [Chỉ số giá tiêu dùng (ước tính) 1800–] (bằng tiếng Anh). Truy cập ngày 29 tháng 2 năm 2024.
74. ↑  Morgan, p 317.
75. ↑  Belknap (1994), p 221. 
 Morgan, p 317. Thompson trích bởi Morgan.
76. ↑  Luật sưu Maurice Sugar, người đã tham gia vào vai trò cố vấn, không bị triệu tập vì khinh thường tòa án.
77. 1 2  Sabin, p 47.
78. ↑  Quy định quản lý về phạt tù cho tội khinh thường là Điều 42 (a) của Quy tắc tố tụng hình sự liên bang. 
 Một số bản án khinh thường đã được hoãn lại trong khi chờ kháng cáo; ví dụ, Crockett đã thụ án bốn tháng trong một nhà tù Liên bang Ashland, Kentucky vào năm 1952. Xem thêm Smith, Jessie Carney, Notable Black American Men, Volume 1, Gale, 1998, p 236, ISBN 978-0-7876-0763-0.
79. ↑  George D. Wilkinson (ngày 19 tháng 10 năm 1949). "Letters to the Times: Communism Threat Not Ended" (PDF). New York Times. Truy cập ngày 13 tháng 6 năm 2012.; thư ngày 16 tháng 10 năm 1949
80. 1 2 3 4  "Vigorous and Varied Reactions Mark Result of Communist Trial". New York Times. ngày 15 tháng 10 năm 1949. Truy cập ngày 13 tháng 6 năm 2012.
81. ↑  Mrs. D. Brouwer (ngày 19 tháng 10 năm 1949). "Letters to the Times: Trend Away from Democracy" (PDF). New York Times. Truy cập ngày 13 tháng 6 năm 2012.; thư viết ngày 14 tháng 10 năm 1949
82. ↑  David D. Driscoll (ngày 19 tháng 10 năm 1949). "Letters to the Times: Political Statutes Queried" (PDF). New York Times. Truy cập ngày 13 tháng 6 năm 2012.; thư viết ngày 16 tháng 10 năm 1949
83. 1 2  "Verdict Assailed Abroad". New York Times. ngày 16 tháng 10 năm 1949. Truy cập ngày 3 tháng 12 năm 2020.
84. ↑  "McGohey, John F. X.", Biographical Directory of Federal Judges, Federal Judicial Center. Retrieved February 20, 2012.
85. ↑  Belknap (1994) p 221 (50.000 bức thư). 
 Oakes, p 1460 ("anh hùng dân tộc").
86. ↑  Time, October 24, 1949. Retrieved January 31, 2012.
87. ↑  Oakes, p 1460. Medina đã chọn không tranh cử thống đốc.
88. 1 2  Smith, J. Y., "Harold R. Medina, 102, Dies; Ran 1949 Conspiracy Trial", The Washington Post, March 17, 1990. 
 Sabin, p 79 (Chiến tranh Lạnh trong vụ Dennis).
89. ↑  Belknap (1977), p 123.
90. ↑  Associated Press, "Justices Uphold Red Conviction", Spokesman-Review, March 28, 1950. 
 Phán quyết đã được giữ nguyên trong Dennis v. United States, 339 U.S. 162 (1950).
91. 1 2 3 4 5 6 7  Belknap (1994), pp 224–225.
92. 1 2 3 4 5 6  Martelle, pp 256–257.
93. 1 2 3 4 5  Gregory, Ross, Cold War America, 1946 to 1990, Infobase Publishing, 2003, pp 48–53, ISBN 978-1-4381-0798-1. 
 Kort, Michael, The Columbia Guide to the Cold War, Columbia University Press, 2001, ISBN 978-0-231-10773-0. 
 Walker, Martin, The Cold War: a History, Macmillan, 1995, ISBN 978-0-8050-3454-7.
94. ↑  "Communists in Government Service, McCarthy Says". United States Senate History Website. Truy cập ngày 9 tháng 3 năm 2007.
95. 1 2  Sabin, p 56. 
 Xem thêm Fast, Howard, "The Big Finger", Masses & Mainstream, March, 1950, pp 62–68.
96. ↑  Sabin, p 56 (con số 200.000). 
 Navasky, p 26 (con số 32.000).
97. ↑  Heale, M. J., American Anticommunism: Combating the Enemy Within, 1830–1970, JHU Press, 1990, p 162, ISBN 978-0-8018-4051-7. Hoover trích bởi Heale. 
 Sabin, p 56.
98. ↑  Sabin, p 60.
99. 1 2 3 4  Belknap (2005), pp 258–259.
100. 1 2 3  Rabban, pp 132–134, 190–199.
101. ↑  Patterson v. Colorado, 205 U.S. 454 (1907).
102. 1 2  Killian, p 1093.
103. ↑  Schenck v. United States, 249 U.S. 47 (1919).
104. ↑  Rabban, pp 285–286.
105. 1 2 3  Killian, pp 1096, 1100.
Currie, David P., The Constitution in the Supreme Court: The Second Century, 1888–1986, Volume 2, University of Chicago Press, 1994, p 269, ISBN 978-0-226-13112-2.
Konvitz, Milton Ridvad, Fundamental Liberties of a Free People: Religion, Speech, Press, Assembly, Transaction Publishers, 2003, p 304, ISBN 978-0-7658-0954-4. 
 Eastland, p 47.
106. ↑  Tòa án áp dụng phép thử hành động vô pháp trước mắt trong vụ Brandenburg v. Ohio, 395 U.S. 444 (1969) vào năm 1969, điều một số nhà bình luận coi như một phiên bản sửa đổi của phép thử nguy hiểm hiện tại và hiện hữu.
107. ↑  Abrams v. United States, 250 U.S. 616 (1919). 
 Phép thử khuynh hướng xấu cũng được áp dụng trong Frohwerk v. United States, 249 U.S. 204 (1919); Debs v. United States, 249 U.S. 211 (1919); vàSchaefer v. United States, 251 U.S. 466 (1920). 
 Xem Rabban, David, "Clear and Present Danger Test", trong The Oxford Companion to the Supreme Court of the United States, p 183, 2005, ISBN 978-0-19-517661-2 .
108. ↑  Killian, p. 1094. 
 Rabban, p 346.
Redish, p 102.
109. ↑  Gitlow v. New York, 268 U.S. 652 (1925).
110. ↑  Redish, p 102. 
 Kemper, p 653.
111. ↑  Whitney v. California 274 U.S. 357 (1927).
112. ↑  Redish pp 102–104. 
 Killian, p 1095.
113. ↑  Stromberg v. California, 283 U.S. 359 (1931). 
 Killian, p 1096. 
 Một trường hợp khác từ thời đó đã sử dụng phép thử khuynh hướng xấu là Fiske v. Kansas, 274 U.S. 380 (1927).
114. ↑  Thornhill v. Alabama, 310 U.S. 88 (1940).
115. ↑  Bao gồm Cantwell v. Connecticut, 310 U.S. 296 (1940): "When clear and present danger of riot, disorder, interference with traffic upon the public streets, or other immediate threat to public safety, peace, or order appears, the power of the State to prevent or punish is obvious.… we think that, in the absence of a statute narrowly drawn to define and punish specific conduct as constituting a clear and present danger to a substantial interest of the State, the petitioner's communication, considered in the light of the constitutional guarantees, raised no such clear and present menace to public peace and order as to render him liable to conviction of the common law offense in question."

Và Bridges v. California, 314 U.S. 252 (1941): "And, very recently [in Thornhill] we have also suggested that 'clear and present danger' is an appropriate guide in determining the constitutionality of restrictions upon expression … What finally emerges from the 'clear and present danger' cases is a working principle that the substantive evil must be extremely serious, and the degree of imminence extremely high, before utterances can be punished."
116. ↑  Antieu, Chester James, Commentaries on the Constitution of the United States, Wm. S. Hein Publishing, 1998, p 219, ISBN 978-1-57588-443-1. Antieu kể tên Feiner v. New York, 340 U.S. 315 (1951); Chaplinsky v. New Hampshire 315 U.S. 568 (1942); và Kovacs v. Cooper, 335 U.S. 77 (1949).
117. ↑  Eastland, p 47. 
 Killian, p 1101. 
 American Communications Association v. Douds 339 U.S. 382 (1950).
118. 1 2  Belknap (1994), p 222.
119. ↑  Eastland, pp 96, 112–113. 
 Sabin, p 79. 
 O'Brien, pp 7–8. 
 Belknap (1994), p 222. 
 Walker, p 187. 
 Belknap, Michal, The Vinson Court: Justices, Rulings, and Legacy, ABC-CLIO, 2004, p 109, ISBN 978-1-57607-201-1. 
 Kemper, p 655.
120. ↑  United States v. Dennis et al (183 F.2d 201) Justia.
121. ↑  Belknap (1994), p 223. Vinson trích bởi Belknap.
122. 1 2 3  Dennis v. United States – 341 U.S. 494 (1951) Justia. Retrieved March 20, 2012.
123. ↑  Killian, p 1100. 
 Kemper, pp 654–655.
124. 1 2 3  O'Brien, pp 7–8
125. ↑  Sabin, p 84. Black trích bởi Sabin. 
 Morgan, pp 317–318.
126. ↑  Killian, p 1103. 
 Eastland, p 112.
127. ↑  Associated Press, "Contempt Sentences Upheld For Six Who Defended 11 Communist Leaders", The Toledo Blade, March 11, 1952. Douglas được trích trong bài. 
 Toàn văn ở: Sacher v. United States, 343 U.S. 1 (1952). Dissenting opinion. Justia. Retrieved January 30, 2012.
128. ↑  Rule 42(a), Fed.Rules Crim.Proc., 18 U.S.C.A.
129. 1 2 3  Sacher v. United States 343 U.S. 1 (1952). Retrieved March 20, 2012.
130. ↑  Từ quan điểm đa số trong vụ Sacher: "We are urged that these sentences will have an intimidating effect on the legal profession, whose members hereafter will decline to appear in trials where 'defendants are objects of hostility of those in power,' or will do so under a 'cloud of fear' which "threatens the right of the American people to be represented fearlessly and vigorously by counsel'."
131. ↑  Vụ kháng cáo là United States v. Sacher, 2 Cir., 182 F.2d 416.
132. ↑  Kháng cao ban đầu là 341 U.S. 952, 71 S.Ct. 1010, 95 L.Ed. 1374.
133. ↑  Sacher v. United States. Justia. Retrieved March 20, 2012.
134. ↑  Sabin p 59 (132 bổ sung từ 12 năm 1949). Belknap (1994) p 226 (126 trong số 132 bị cáo buộc âm mưu, 6 hoặc 7 bị cáo buộc thành viên).
135. 1 2 3 4 5  Belknap (1994), p 225–226.
136. ↑  Edson, Peter, "New Anti-Red Laws Requested", Lawrence Journal-World, July 15, 1954, p 4. 
 Navasky, p 33. 
 Belknap (1994) p 225.
137. ↑  Một số thành viên CPUSA khác bao gồm: Robert Klonsky (Philadelphia); và Alexander Bittelman, Alexander Trachtenberg, V. J. Jerome, và Betty Garrett (New York).
138. ↑  Sabin, pp 47–48.
139. ↑  Sabin, p 48. 
 Auerbach, p 245–248. 
 Rabinowitz, Victor, A History of the National Lawyers Guild: 1937–1987, National Lawyers Guild Foundation, 1987, p 28.
140. ↑  Auerbach, p 248.
141. ↑  Auerbach, p 249.
142. ↑  Navasky, p 37.
143. ↑  Brown, Sarah Hart, Standing Against Dragons: Three Southern Lawyers in an Era of Fear, LSU Press, 2000, pp 21–22, ISBN 978-0-8071-2575-5. 
 Navasky, p 37.
144. 1 2 3 4  Sabin, pp 49–50.
145. ↑  Các bị cáo ở California cho rằng $50.000 ($551.003 vào năm 2022) bảo lãnh là quá cao, và thắng trong vụ Stack v. Boyle 342 U.S. 1 (1951).
146. ↑  Oshinsky, David M., A Conspiracy So Immense: the World of Joe McCarthy, Oxford University Press, 2005, p 149, ISBN 978-0-02-923490-7 (thảo luận về thu nhập của Budenz, bao gồm doanh thu từ các bài giảng và sách, cũng như khoản tiền từ chính phủ cho việc làm chứng). 
 Navasky, pp 33, 38. 
 Sabin, pp 62–63.
147. ↑  Starobin, p 208. 
 Levin, p 1488.
148. ↑  Belknap (2001), p 869 (định nghĩa thuật ngữ "Thứ Hai Đỏ"; vào ngày đó, một vụ tương tự, Watkins v. United States, cũng có phán quyet). 
 Sabin, p 10. 
 Parker, Richard A. (2003). "Brandenburg v. Ohio". Trong Parker, Richard A. (biên tập). Free Speech on Trial: Communication Perspectives on Landmark Supreme Court Decisions. University of Alabama Press. tr. 145–159. ISBN 978-0-8173-1301-2.
149. ↑  Yates v. United States, 354 U.S. 298 (1957) Justia. Retrieved March 20, 2012.
150. ↑  Trong một đánh giá đồng tình, Thẩm phán Black đã viết: "Không nghi ngờ gì, các nhà độc tài phải dập tắt những lý tưởng và niềm tin mà họ cho là lật đổ chế độ xấu xa của họ. Nhưng sự đàn áp của chính phủ đối với các lý tưởng và niềm tin đối với tôi dường như là phản đề của những gì mà Hiến pháp của chúng ta đại diện cho. Sự ủng hộ quyền tự do ngôn luận thể hiện trong Tu chính án thứ nhất đã được đưa ra trong bối cảnh đầy biến động bởi những người như Jefferson, Madison và Mason – những người tin rằng trung thành với các quy định của Tu chính án này là cách tốt nhất để đảm bảo một cuộc sống lâu dài cho quốc gia mới này và Chính phủ của nó.... Tu chính án thứ nhất cung cấp loại hệ thống an ninh duy nhất có thể duy trì một chính phủ tự do – một hệ thống luôn rộng mở để mọi người ủng hộ, thảo luận, khuyến khích hoặc kích động các lý tưởng và học thuyết cho dù những quan điểm ấy có đáng ghét và đối lập đối với phần còn lại của chúng ta." ("Doubtlessly, dictators have to stamp out causes and beliefs which they deem subversive to their evil regimes. But governmental suppression of causes and beliefs seems to me to be the very antithesis of what our Constitution stands for. The choice expressed in the First Amendment in favor of free expression was made against a turbulent background by men such as Jefferson, Madison, and Mason – men who believed that loyalty to the provisions of this Amendment was the best way to assure a long life for this new nation and its Government.... The First Amendment provides the only kind of security system that can preserve a free government – one that leaves the way wide open for people to favor, discuss, advocate, or incite causes and doctrines however obnoxious and antagonistic such views may be to the rest of us.")  – Black trích bởi Mason, Alpheus Thomas, The Supreme Court from Taft to Burger, LSU Press, 1979, pp 37, 162, ISBN 978-0-8071-0469-9. Nguyên bản: Yates v. United States, 354 U.S. 298 (1957). Justia. Retrieved February 12, 2012.
151. ↑  Killian, p 1100.
Redish pp 103–105.
152. ↑  Patrick, John J.; Pious, Richard M., The Oxford Guide to the United States Government, Oxford University Press, 2001, pp 722–723, ISBN 978-0-19-514273-0.
153. 1 2  Belknap, Michal, "Communism and Cold War", in Oxford Companion to the Supreme Court, Oxford University Press, 2005, p 199, ISBN 978-0-19-517661-2.
154. 1 2  Noto v. United States 367 U.S. 290 (1961) Justia. Retrieved March 20, 2012. 
 Vụ kháng cáo Liên bang trước đó, giữ nguyên kết tội, là United States v. John Francis Noto, 262 F.2d 501 (2d Cir. 1958)
155. 1 2 3 4  Konvitz, "Noto v. United States", p 697: "Phải có bằng chứng đáng kể, trực tiếp hoặc cụ thể, về lời kêu gọi bạo lực 'bây giờ hoặc trong tương lai' vừa 'đủ mạnh và đủ sức thuyết phục' để tô màu cho 'tài liệu lý luận mơ hồ' liên quan đến lời dạy của Đảng Cộng sản... và cũng là bằng chứng đáng kể để biện minh cho suy luận hợp lý rằng lời kêu gọi bạo lực có thể được áp dụng một cách công bằng cho toàn bộ đảng chứ không chỉ cho một phần nhỏ." ("There must be substantial evidence, direct or circumstantial, of a call to violence 'now or in the future' that is both 'sufficiently strong and sufficiently persuasive' to lend color to the 'ambiguous theoretical material' regarding Communist party teaching... and also substantial evidence to justify the reasonable inference that the call to violence may fairly be imputed to the party as a whole and not merely to a narrow segment of it.")
156. ↑  Noto v. United States – 367 U.S. 290 (1961) Justia. Retrieved March 20, 2012.
157. ↑  Ban đầu, Scales bị kết án vào năm 1955, nhưng bản án đã bị hủy bỏ do kháng cáo về những sai lầm về thủ tục của cơ quan công tố; và ông đã được xét xử lại vào năm 1958. Quyết định đảo ngược năm 1957 là Scales v. U. S., 355 U.S. 1, 78 S.Ct. 9, 2 L.Ed.2d 19 FindLaw. Retrieved March 20, 2012.
158. 1 2  Goldstein, Robert Justin, Political Repression in Modern America, (University of Illinois Press, 1978, 2001) p.417, ISBN 978-0-252-06964-2. Các nhà lãnh đạo CPUSA khác, chẳng hạn như Noto, bị kết án theo điều khoản thành viên, nhưng Scales là người duy nhất bản án không bị đảo ngược khi kháng cáo.
159. ↑  Scales v. United States, 367 U.S. 203 (1961), Oyez. Retrieved March 20, 2012.
160. ↑  Vụ kháng cáo liên bang trước Tòa Phúc thẩm Tối cao Pháp viện là 260 F.2d 21 (1958).
161. ↑  Willis, Clyde, Student's Guide to Landmark Congressional Laws on the First Amendment, Greenwood, 2002, p 47, ISBN 978-0-313-31416-2.
162. ↑  Konvitz, "Scales v. United States", p 882: "Since the Communist party was considered an organization that engaged in criminal activity, the Court saw no constitutional obstacle to the prosecution of a person who actively and knowingly works in its ranks with intent to contribute to the success of its illegal objectives. Even though the evidence disclosed no advocacy for immediate overthrow of the government, the Court held that present advocacy of future action satisfied statutory and constitutional requirements no less than advocacy of immediate action."
163. ↑  Ari L. Goldman (ngày 7 tháng 8 năm 2002). "Junius Scales, Communist Sent to Prison, Dies at 82". New York Times. Truy cập ngày 13 tháng 6 năm 2012.. Xem thêm: "Clemency for Scales" (PDF). New York Times. ngày 28 tháng 12 năm 1962. Truy cập ngày 13 tháng 6 năm 2012. and Sabin, p 60.
164. ↑  Tate, Cindy L., Mersky, Roy M., Hartman, Gary R., "Scales v. United States", in Landmark Supreme Court Cases, Infobase Publishing, 2004, pp 428–429, ISBN 978-1-4381-1036-3.
165. ↑  Walker, pp 240–242.
166. ↑  Belknap (1994), pp 225–226. 
 Sabin, p 60. 
 Không phải tất cả các cáo trạng đều dẫn đến kết án: 10 người được tuyên trắng án, 1 người chết, 3 người không ra xét xử do sức khỏe kém, và 1 người thì bồi thẩm đoàn treo. (Belknap (1994) p 225).
167. ↑  Wolf, Adam B., "Anti-Anarchy and Anti-Syndicalism Statutes", trong Finkelman (vol 1), p 68. 
 Điều khoản yêu cầu đăng ký đã bị thu hồi vào năm 1982. Xem Murphy, Paul, "Alien Registration Act 54 Stat. 670 (1940)", trong Encyclopedia of the American Constitution, Volume 1, Macmillan Reference USA, 2000, p 68, ISBN 978-0-02-865582-6.
168. ↑  Bao gồm vụ như Konigsberg v. State Bar of California, 366 U.S. 36 (1961). 
 Killian, pp 1101–1103.
169. ↑  Brandenburg v. Ohio, 395 U.S. 444 (1969).
170. ↑  Redish pp 104–106. 
 Killian, pp 1109–1110.
171. ↑  Ví dụ như trong vụ Hess v. Indiana, 414 U.S. 105 (1973). 
 Redish, p 105. 
 Kemper, p 653.
172. ↑  Powers, p 216.
173. ↑  Belknap (1994), p 226.
174. ↑  Martelle, p 255.
175. ↑  Gentry, Kurt, J. Edgar Hoover: The Man and the Secrets, W. W. Norton & Company, 1991, p 442, ISBN 978-0-393-02404-3.
176. ↑  Martelle, p 255. Gates trích bởi Martelle. 
 Mike Wallace interview of John Gates Lưu trữ ngày 6 tháng 10 năm 2009 tại Wayback Machine, January 18, 1958. University of Texas at Austin.
177. ↑  "Carl Winter, Imprisoned by U.S. As Communist Leader, Dies at 85". New York Times. ngày 20 tháng 11 năm 1991. Truy cập ngày 13 tháng 6 năm 2012.
178. ↑  Buhle, Mari Jo, The American Radical, Psychology Press, 1994, p 202, ISBN 978-0-415-90804-7.
179. 1 2  Martelle, p 254.
180. ↑  Martelle, p 244.
181. ↑  408 F.2d 154, 132 U.S.App.D.C. 351 Sylvia H. Thompson, Appellant, v. Clark M. Clifford, as Secretary of Defense, et al., Appellees. Retrieved May 2, 2012.
182. ↑  Schrecker, Ellen, The Age of McCarthyism: a Brief History with Documents, Palgrave Macmillan, 2002, p 203, ISBN 978-0-312-29425-0.